# Circuit masculin de l'ITF 2024
Navigation
Saison 2023 Saison 2025
Le circuit masculin de l'ITF 2024 est la saison 2024 du circuit de tennis masculin organisé par l'ITF. Il représente l'échelon le plus bas des circuits de tennis professionnels, après l'ATP Tour et l'ATP Challenger Tour. Les tournois qui le composent sont communément appelés Futures. Ils sont dotés de 15 000 ou 25 000 $.

## Primes et dotations des tournois
Les tournois distribuent des points pour le classement ATP.
| Catégorie du tournoi | V  | F  | DF | QF | T2 | T1 |
| -------------------- | -- | -- | -- | -- | -- | -- |
| M25                  | 25 | 16 | 8  | 3  | 1  | 0  |
| M15                  | 15 | 8  | 4  | 2  | 1  | 0  |

## Résultats

### Janvier
| Date        | Lieu du tournoi                   | Surface         | Dotation | Vainqueur              | Finaliste            | Score          |
| ----------- | --------------------------------- | --------------- | -------- | ---------------------- | -------------------- | -------------- |
| 1er janvier | M25, Esch-sur-Alzette             | Dur (int.)      | 25 000 $ | Jacob Fearnley         | Jonas Forejtek       | 6-4, 6-4       |
| 1er janvier | M15, Monastir                     | Dur             | 15 000 $ | Kamil Majchrzak        | Ryuki Matsuda        | 6-1, 6-1       |
| 1er janvier | M15, Kich                         | Terre battue    | 15 000 $ | Oleg Prihodko          | Lorenzo Bocchi       | 6-3, 67-7, 6-0 |
| 8 janvier   | M25, Loughborough                 | Dur (int.)      | 25 000 $ | Kyle Edmund            | Martyn Pawelski      | 6-4, 6-4       |
| 8 janvier   | M25, Mandya                       | Dur             | 25 000 $ | Orel Kimhi             | Jelle Sels           | 6-2, 6-4       |
| 8 janvier   | M15, Manacor                      | Dur             | 15 000 $ | Jérôme Kym             | Pol Martin Tiffon    | 6-4, 6-2       |
| 8 janvier   | M15, Doha                         | Dur             | 15 000 $ | Khumoyun Sultanov      | Yanki Irel           | 7-63, 6-4      |
| 8 janvier   | M15, Monastir                     | Dur             | 15 000 $ | Jakub Nicod            | Ryuki Matsuda        | 6-4, 6-4       |
| 8 janvier   | M15, Kich                         | Terre battue    | 15 000 $ | Hazem Naw              | Oleg Prihodko        | 6-0, 6-4       |
| 8 janvier   | M15, Antalya                      | Terre battue    | 15 000 $ | Filip Cristian Jianu   | Peter Heler          | 7-65, 6-4      |
| 15 janvier  | M25, Sunderland                   | Dur (int.)      | 25 000 $ | Kyle Edmund            | Hamish Stewart       | 7-5, 3-6, 6-3  |
| 15 janvier  | M25, Ithaca                       | Dur (int.)      | 25 000 $ | Karue Sell             | Tristan McCormick    | 6-3, 3-0 ab.   |
| 15 janvier  | M25, Bhopal                       | Dur             | 25 000 $ | Bogdan Bobrov          | Oliver Crawford      | Forfait        |
| 15 janvier  | M25, Doha                         | Dur             | 25 000 $ | Ergi Kirkin            | Khumoyun Sultanov    | 3-6, 6-1, 7-5  |
| 15 janvier  | M15, Bressuire                    | Dur (int.)      | 15 000 $ | Maé Malige             | Arthur Bouquier      | 7-63, 6-4      |
| 15 janvier  | M15, Manacor                      | Dur             | 15 000 $ | Yaroslav Demin         | Luka Mikrut          | 6-3, 5-7, 6-3  |
| 15 janvier  | M15, Monastir                     | Dur             | 15 000 $ | Nikolay Vylegzhanin    | David Perez Sanz     | 6-2, 6-2       |
| 15 janvier  | M15, Cadolzburg                   | Moquette (int.) | 15 000 $ | Daniel Masur           | Michael Agwi         | 6-3, 3-6, 6-4  |
| 15 janvier  | M15, Antalya                      | Terre battue    | 15 000 $ | Carlos Gimeno Valero   | Filip Cristian Jianu | 6-3, 6-4       |
| 22 janvier  | M25, Wesley Chapel                | Dur             | 25 000 $ | Roberto Cid Subervi    | Nick Chappell        | 6-3, 6-2       |
| 22 janvier  | M25, Chennai                      | Dur             | 25 000 $ | Bernard Tomic          | Sasikumar Mukund     | 6-4, 7-63      |
| 22 janvier  | M25, Nussloch                     | Moquette        | 25 000 $ | Daniel Masur           | Tom Gentzsch         | 6-1, 6-3       |
| 22 janvier  | M15, Manacor                      | Dur             | 15 000 $ | Georgii Kravchenko     | Ryan Nijboer         | 7-5, 6-3       |
| 22 janvier  | M15, Monastir                     | Dur             | 15 000 $ | Jakub Paul             | Evgenii Tiurnev      | 7-5, 6-3       |
| 22 janvier  | M15, Bagnoles de l'Orne Normandie | Terre battue    | 15 000 $ | Alexey Vatuvin         | Andrea Picchione     | 7-5, 2-6, 6-3  |
| 22 janvier  | M15, Antalya                      | Terre battue    | 15 000 $ | Nicholas David Ionel   | Cezar Cretu          | 6-1, 6-1       |
| 29 janvier  | M25, Hammamet                     | Terre battue    | 25 000 $ | Gian Marco Moroni      | Corentin Denolly     | 6-3, 6-0       |
| 29 janvier  | M25, Antalya                      | Terre battue    | 25 000 $ | Javier Barranco Cosano | Bautista Villicich   | 6-2, 6-3       |
| 29 janvier  | M15, Monastir                     | Dur (ext.)      | 15 000 $ | Evgenii Tiurnev        | Egor Agafonov        | 6-1, 2-0, ab.  |
| 29 janvier  | M15, Charm el-Cheikh              | Dur (ext.)      | 15 000 $ | Marek Gengel           | Aliaksandr Liaonenka | 6-3, 6-2       |
| 29 janvier  | M15, Veigy-Foncenex               | Moquette (int.) | 15 000 $ | Arthur Bouquier        | Antoine Hoang        | 65-7, 6-4, 6-4 |

### Février
| Date       | Lieu du tournoi                 | Surface      | Dotation | Vainqueur                   | Finaliste              | Score            |
| ---------- | ------------------------------- | ------------ | -------- | --------------------------- | ---------------------- | ---------------- |
| 5 février  | M25, Punta del Este             | Terre battue | 25 000 $ | Murkiel Dellien             | Gonzalo Bueno          | 6-4, 3-6, 7-5    |
| 5 février  | M25, Antalya                    | Terre battue | 25 000 $ | Nick Hardt                  | Clément Tabur          | 6-1, 6-4         |
| 5 février  | M25, Hammamet                   | Terre battue | 25 000 $ | Kamil Majchrzak             | Jay Clarke             | 6-3, 7-5         |
| 5 février  | M15, Grenoble                   | Dur (int.)   | 15 000 $ | Clément Chidekh             | Antoine Hoang          | 6-2, 3-6, 6-2    |
| 5 février  | M15, Sunrise                    | Terre battue | 15 000 $ | Dmitry Popko                | Alex Rybakov           | 7-5, 6-2         |
| 5 février  | M15, Monastir                   | Dur (ext.)   | 15 000 $ | Robin Bertrand              | Federico Iannaccone    | 6-1, 6-3         |
| 5 février  | M15, Charm el-Cheikh            | Dur (ext.)   | 15 000 $ | Marek Gengel                | Oliver Ojakaar         | 6-3, 6-3         |
| 12 février | M25, Punta del Este             | Terre battue | 25 000 $ | Murkiel Dellien             | Alvaro Guillen Meza    | 6-1, 6-0         |
| 12 février | M25, Antalya                    | Terre battue | 25 000 $ | Daniel Merida               | Nick Hardt             | 4-6, 7-5, 6-3    |
| 12 février | M25, Hammamet                   | Terre battue | 25 000 $ | Pol Martin Tiffon           | Filip Cristian Jianu   | 6-3, 6-3         |
| 12 février | M25, Vila Real de Santo António | Dur (ext.)   | 25 000 $ | Martín Landaluce            | Khumoyun Sultanov      | 6-0, 6-3         |
| 12 février | M15, Oberhaching                | Dur (int.)   | 15 000 $ | Michael Agwi                | Max Hans Rehberg       | 7-63, 6-1        |
| 12 février | M15, Palm Coast                 | Terre battue | 15 000 $ | Dmitry Popko                | Andres Andrade         | 7-5, 1-6, 7-5    |
| 12 février | M15, Monastir                   | Dur (ext.)   | 15 000 $ | Ulises Blanch               | Matej Dodig            | 0-6, 6-3, 6-4    |
| 12 février | M15, Charm el-Cheikh            | Dur (ext.)   | 15 000 $ | Marek Gengel                | Niels Visker           | 6-2, 6-2         |
| 12 février | M15, Nakhon Si Thammarat        | Dur (ext.)   | 15 000 $ | Gabriel Decamps             | Jie Cui                | 6-2, 6-4         |
| 19 février | M25, Antalya                    | Terre battue | 25 000 $ | Carlos Gimeno Valero        | Vilius Gaubas          | 1-6, 7-61, 7-5   |
| 19 février | M25, Hammamet                   | Terre battue | 25 000 $ | Jay Clarke                  | Sandro Kopp            | 4-6, 6-2, 6-3    |
| 19 février | M25, Vila Real de Santo António | Dur (ext.)   | 25 000 $ | Jaime Faria                 | Jelle Sels             | 6-3, 6-0         |
| 19 février | M25, Naples                     | Terre battue | 25 000 $ | Dmitry Popko                | Andres Andrade         | 3-6, 7-64, 6-4   |
| 19 février | M25, Traralgon                  | Dur (ext.)   | 25 000 $ | Omar Jasika                 | Li Tu                  | 7-61, 6-2        |
| 19 février | M25, Trente                     | Dur (ext.)   | 25 000 $ | Daniel Masur                | Giovanni Oradini       | 7-65, 6-3        |
| 19 février | M15, Villa Maria                | Terre battue | 15 000 $ | Mariano Kestelboim          | Facundo Mena           | 6-3, 6-0         |
| 19 février | M15, Villena                    | Dur (ext.)   | 15 000 $ | Alejo Sánchez Quílez        | Diego Fernández Flores | 6-4, 4-6, 6-2    |
| 19 février | M15, Monastir                   | Dur (ext.)   | 15 000 $ | Matej Dodig                 | Federico Cina          | 3-6, 6-3, 6-0    |
| 19 février | M15, Charm el-Cheikh            | Dur (ext.)   | 15 000 $ | Philip Henning              | Mees Rottgering        | 6-3, 6-3         |
| 19 février | M15, Nakhon Si Thammarat        | Dur (ext.)   | 15 000 $ | Lý Hoàng Nam                | Sander Jong            | 64-7, 7-62, 6-4  |
| 26 février | M25, Faro                       | Dur (ext.)   | 25 000 $ | Jaime Faria                 | Vilius Gaubas          | 6-1, 6-3         |
| 26 février | M25, Tucuman                    | Terre battue | 25 000 $ | Dmitry Popko Pedro Sakamoto | co-vainqueurs          | Finale non jouée |
| 26 février | M25, Traralgon                  | Dur (ext.)   | 25 000 $ | Li Tu                       | Alex Bolt              | 6-4, 6-2         |
| 26 février | M15, Lannion                    | Dur (int.)   | 15 000 $ | Maé Malige                  | Yanis Ghazouani Durand | 6-1, 6-3         |
| 26 février | M15, Villena                    | Dur (ext.)   | 15 000 $ | Giorgio Tabacco             | Liam Gavrielides       | 4-6, 6-4, 6-2    |
| 26 février | M15, Monastir                   | Dur (ext.)   | 15 000 $ | Jakub Nicod                 | Simon Beaupain         | 6-3, 6-4         |
| 26 février | M15, Charm el-Cheikh            | Dur (ext.)   | 15 000 $ | Philip Henning              | Fares Zakaria          | 6-3, 6-3         |
| 26 février | M15, Nakhon Si Thammarat        | Dur (ext.)   | 15 000 $ | Jie Cui                     | Stefanos Sakellaridis  | 6-4, 3-6, 6-3    |
| 26 février | M15, Antalya                    | Terre battue | 15 000 $ | Yanaki Milev                | Giuseppe La Vela       | 6-3, 6-1         |
| 26 février | M15, Kish                       | Terre battue | 15 000 $ | Filip Cristian Jianu        | Branko Djuric          | 7-5, 6-4         |

### Mars
| Date    | Lieu du tournoi                | Surface             | Dotation | Vainqueur                   | Finaliste               | Score          |
| ------- | ------------------------------ | ------------------- | -------- | --------------------------- | ----------------------- | -------------- |
| 4 mars  | M25, Quinta do Lago            | Dur                 | 25 000 $ | Jaime Faria                 | Hady Habib              | 6-7, 7-63, 6-1 |
| 4 mars  | M25, Recife                    | Terre battue        | 25 000 $ | Juan Pablo Ficovich         | Dmitry Popko            | 6-4, 64-7, 6-3 |
| 4 mars  | M25, Saint Domingue            | Dur                 | 25 000 $ | Thai-Son Kwiatkowski        | Nick Hardt              | 6-4, 6-4       |
| 4 mars  | M15, Aktobe                    | Dur (int.)          | 15 000 $ | Evgeny Karlovskiy           | Petr Nesterov           | 61-7, 6-1, 6-2 |
| 4 mars  | M15, Torelló                   | Dur                 | 15 000 $ | Ergi Kirkin                 | Adrià Soriano           | 7-68, 2-6, 7-5 |
| 4 mars  | M15, Monastir                  | Dur (ext.)          | 15 000 $ | Jakub Nicod                 | Luca Potenza            | 6-3, 6-2       |
| 4 mars  | M15, Poitiers                  | Dur (int.)          | 15 000 $ | Fabien Salle                | Théo Papamalamis        | 67-7, 6-4, 6-2 |
| 4 mars  | M15, Porec                     | Terre battue        | 15 000 $ | Sandro Kopp                 | Luka Pavlovic           | 6-3, 6-2       |
| 4 mars  | M15, Heraklion                 | Dur                 | 15 000 $ | Adrian Bodmer               | Jacob Bradshaw          | 63, 7-64       |
| 4 mars  | M15, Kish                      | Terre battue        | 15 000 $ | Filip Cristian Jianu        | Gergely Madarász        | 6-2, 6-3       |
| 4 mars  | M15, Charm el-Cheikh           | Dur (ext.)          | 15 000 $ | Saba Purtsekadze            | Martyn Pawelski         | 3-6, 6-4, 7-68 |
| 4 mars  | M15, Antalya                   | Terre battue        | 15 000 $ | Stijn Slump                 | Yanaki Miles            | 6-4, 3-6, 6-4  |
| 11 mars | M25, Mildura                   | Gazon               | 25 000 $ | Alex Bolt                   | Luke Saville            | 6-2, 6-2       |
| 11 mars | M25, Bakersfield               | Dur (ext.)          | 25 000 $ | Brandon Holt                | Timo Legout             | 6-4, 6-4       |
| 11 mars | M25, Créteil                   | Dur (int.)          | 25 000 $ | Alexis Gautier              | Alexey Vatutin          | 6-1, 4-6, 6-4  |
| 11 mars | M25, Saint-Domingue            | Dur (ext.)          | 25 000 $ | Thai-Son Kwiatkowski        | Andres Andrade          | 6-4, 7-63      |
| 11 mars | M25, New Delhi                 | Dur (ext.)          | 25 000 $ | Ramkumar Ramanathan         | Karan Singh             | 6-2, 6-2       |
| 11 mars | M25, Feira de Santana          | Dur (ext.)          | 25 000 $ | Dmitry Popko                | Harrison Adams          | 6-4, 6-4       |
| 11 mars | M25, Vale do Lobo              | Dur (ext.)          | 25 000 $ | Jaime Faria                 | Hynek Barton            | 6-2, 3-1 ab.   |
| 11 mars | M15, Rovinj                    | Terre battue        | 15 000 $ | Matej Dodig                 | Jay Clarke              | 7-64, 6-4      |
| 11 mars | M15, Charm el-Cheikh           | Dur (ext.)          | 15 000 $ | Vadym Ursu                  | Kris van Wyk            | 7-5, 6-3       |
| 11 mars | M15, Antalya                   | Terre battue        | 15 000 $ | Max Alcala Gurri            | Dominik Kellovsky       | 7-63, 7-65     |
| 11 mars | M15, Les Franqueses del Vallès | Dur (ext.)          | 15 000 $ | Gilles Hussey               | Adria Soriano Barrera   | 6-4, 3-6, 6-1  |
| 11 mars | M15, Aktobe                    | Dur (int.)          | 15 000 $ | Ilia Simakin                | Egor Agafonov           | 6-1, 6-1       |
| 18 mars | M25, Swan Hill                 | Gazon               | 25 000 $ | Alex Bolt                   | Rio Noguchi             | 6-1, 6-2       |
| 18 mars | M25, Calabasas                 | Dur (ext.)          | 25 000 $ | Trevor Svajda               | Nishesh Basavareddy     | 6-4, 6-1       |
| 18 mars | M25, Toulouse                  | Dur (int.)          | 25 000 $ | Clément Chidekh             | Maxime Janvier          | 6-3, 6-2       |
| 18 mars | M25, Maceió                    | Terre battue (int.) | 25 000 $ | Daniel Dutra Da Silva       | Mateus Alves            | 4-6, 7-5, 6-3  |
| 18 mars | M25, Loulé                     | Dur (ext.)          | 25 000 $ | Adria Soriano Barrera       | Jules Marie             | 6-3, 6-2       |
| 18 mars | M25, Badalone                  | Terre battue        | 25 000 $ | Lorenzo Giustino            | Alex Marti Pujolras     | 3-6, 6-4, 6-3  |
| 18 mars | M15, Opatija                   | Terre battue        | 15 000 $ | Oleksandr Ovcharenko        | Federico Arnaboldi      | 6-1, 6-0       |
| 18 mars | M15, Charm el-Cheikh           | Dur (ext.)          | 15 000 $ | Vadym Ursu                  | Kris van Wyk            | 6-0, 6-0       |
| 18 mars | M15, Antalya                   | Terre battue        | 15 000 $ | Filip Cristian Jianu        | Joel Schwaerzler        | 6-1, 6-2       |
| 18 mars | M15, Chandigarh                | Dur (ext.)          | 15 000 $ | Khumoyun Sultanov           | Ramkumar Ramanathan     | 6-4, 6-2       |
| 18 mars | M15, Tokyo                     | Dur (ext.)          | 15 000 $ | Hikaru Shiraishi            | Duckhee Lee             | 6-4, 7-67      |
| 18 mars | M15, Larnaca                   | Terre battue        | 15 000 $ | Lucas Gerch                 | Stefan Pasoli           | 7-61, 7-65     |
| 18 mars | M15, Punta del Este            | Terre battue        | 15 000 $ | Lautaro Midon               | Ezequiel Simonit        | 1-6, 7-5, 6-2  |
| 18 mars | M15, Monastir                  | Dur (ext.)          | 15 000 $ | Fabrizio Andaloro           | Luca Potenza            | 6-4, 3-6, 7-60 |
| 18 mars | M15, Heraklion                 | Dur (ext.)          | 15 000 $ | Martin Klizan               | Edas Butvilas           | 6-4, 6-3       |
| 25 mars | M25, Saint-Dizier              | Dur (int.)          | 25 000 $ | Gauthier Onclin             | Alibek Kachmazov        | 3-6, 7-63, 7-5 |
| 25 mars | M25, Trnava                    | Dur (int.)          | 25 000 $ | Jakub Nicod                 | Sebastian Fanselow      | 6-3, 6-1       |
| 25 mars | M25, Pula                      | Terre battue        | 25 000 $ | Valentin Royer              | Nino Serdarušić         | 6-3, 6-3       |
| 25 mars | M25, Tarragone                 | Terre battue        | 25 000 $ | Marko Topo                  | Ignacio Buse            | 6-3, 2-6, 6-2  |
| 25 mars | M15, Bragado                   | Terre battue        | 15 000 $ | Lautaro Midon               | Luciano Emanuel Ambrogi | 7-64, 6-1      |
| 25 mars | M15, Charm el-Cheikh           | Dur (ext.)          | 15 000 $ | Giles Hussey                | Vadym Ursu              | 6-2, 6-4       |
| 25 mars | M15, Heraklion                 | Dur (ext.)          | 15 000 $ | Jacob Bradshaw              | Edas Butvilas           | 7-63, 6-1      |
| 25 mars | M15, Tsukuba                   | Dur (ext.)          | 15 000 $ | Hikaru Shiraishi            | Kokoro Isomura          | 6-1, 6-3       |
| 25 mars | M15, Monastir                  | Dur (ext.)          | 15 000 $ | Constantin Bittoun Kouzmine | Alexandre Aubriot       | 6-2, 6-3       |
| 25 mars | M15, Antalya                   | Terre battue        | 15 000 $ | Nicolai Budkov Kjær         | Niels Visker            | 6-4, 6-3       |

### Avril
| Date      | Lieu du tournoi         | Surface             | Dotation | Vainqueur                    | Finaliste                       | Score          |
| --------- | ----------------------- | ------------------- | -------- | ---------------------------- | ------------------------------- | -------------- |
| 1er avril | M25, Charm el-Cheikh    | Dur (ext.)          | 25 000 $ | Kamil Majchrzak              | Karim-Mohamed Maamoun           | 6-3, 6-2       |
| 1er avril | M25, Pula               | Terre battue        | 25 000 $ | Elmer Møller                 | Tommaso Compagnucci             | 6-2, 6-3       |
| 1er avril | M25, Reus               | Terre battue        | 25 000 $ | Nicola Kuhn                  | Anton Matusevich                | 5-7, 7-62, 6-3 |
| 1er avril | M25, Hammamet           | Terre battue        | 25 000 $ | Manuel Guinard               | Oleksandr Ovcharenko            | 6-0, 6-3       |
| 1er avril | M15, Bragado            | Terre battue        | 15 000 $ | lejo Lorenzo Lingua Lavallén | Bautista Vilicich               | 6-2, 6-1       |
| 1er avril | M15, Lons-le-Saulnier   | Dur (int.)          | 15 000 $ | Axel Garcian                 | Arthur Bouquier                 | 7-64, 7-5      |
| 1er avril | M15, Kashiwa            | Dur (ext.)          | 15 000 $ | Hsu Yu-hsiou                 | Masamichi Imamura               | 3-6, 7-5, 6-4  |
| 1er avril | M15, Monastir           | Dur (ext.)          | 15 000 $ | Giles Hussey                 | Lukáš Pokorný                   | 0-6, 6-4, 6-4  |
| 1er avril | M15, Antalya            | Terre battue        | 15 000 $ | Evgenii Tiurnev              | Liam Gavrielides                | 6-0, 2-6, 6-0  |
| 8 avril   | M25, Charm el-Cheikh    | Dur (ext.)          | 25 000 $ | Mohamed Safwat               | Robin Bertrand                  | 3-6, 6-2, 6-2  |
| 8 avril   | M25, Pula               | Terre battue        | 25 000 $ | Jelle Sels                   | Marcello Serafini               | 6-3, 6-2       |
| 8 avril   | M25, Hammamet           | Terre battue        | 25 000 $ | Aziz Dougaz                  | Sandro Kopp                     | 7-66, 6-2      |
| 8 avril   | M15, Quillota           | Terre battue        | 15 000 $ | Kaichi Uchida                | Ignacio Antonio Becerra Otárola | 6-3, 6-4       |
| 8 avril   | M15, Telde              | Terre battue        | 15 000 $ | Alejandro Manzanera Pertusa  | Tomás Currás Abasolo            | 6-7, 6-3, 6-0  |
| 8 avril   | M15, Monastir           | Dur (ext.)          | 15 000 $ | Lukáš Pokorný                | Stuart Parker                   | 7-5, 6-1       |
| 8 avril   | M15, Antalya            | Terre battue        | 15 000 $ | Facundo Juárez               | Oleg Prihodko                   | 3-6, 7-62, 6-4 |
| 15 avril  | M25, Pula               | Terre battue        | 25 000 $ | Gabriele Piraino             | Kirill Kivattsev                | 7-5, 6-4       |
| 15 avril  | M25, Hammamet           | Terre battue        | 25 000 $ | Raphaël Collignon            | Aziz Dougaz                     | 4-6, 6-1, 6-1  |
| 15 avril  | M15, Santiago           | Terre battue        | 15 000 $ | Facundo Mena                 | Fermín Tenti                    | 6-2, 6-3       |
| 15 avril  | M15, Dubrovnik          | Terre battue        | 15 000 $ | Maxime Chazal                | Neil Oberleitner                | 6-2, 6-4       |
| 15 avril  | M15, Azay-le-Rideau     | Dur (int.)          | 15 000 $ | Arthur Bouquier              | Alexandre Reco                  | 6-1, 6-1       |
| 15 avril  | M15, Chymkent           | Terre battue        | 15 000 $ | Sergey Fomin                 | Bekhan Atlangeriev              | 7-64, 6-2      |
| 15 avril  | M15, Kuršumlijska Banja | Terre battue        | 15 000 $ | Stefan Popović               | Ilya Snițari                    | 6-4, 6-1       |
| 15 avril  | M15, Telde              | Terre battue        | 15 000 $ | Martin Kližan                | Diego Augusto Barreto Sánchez   | 3-6, 6-3, 7-5  |
| 15 avril  | M15, Monastir           | Dur (ext.)          | 15 000 $ | Robin Bertrand               | Eliakim Coulibaly               | 7-63, 6-3      |
| 15 avril  | M15, Antalya            | Terre battue        | 15 000 $ | Facundo Juárez               | Philip Henning                  | 6-2, 6-3       |
| 22 avril  | M25, Pula               | Terre battue        | 25 000 $ | Andrea Picchione             | Federico Iannaccone             | 6-0, 6-2       |
| 22 avril  | M25, Angers             | Terre battue (int.) | 25 000 $ | Raphaël Collignon            | Aziz Dougaz                     | 6-2, 6-4       |
| 22 avril  | M25, Mosquera           | Terre battue        | 25 000 $ | Juan Sebastián Gómez         | Harrison Adams                  | 6-3, 6-4       |
| 22 avril  | M25, Nottingham         | Dur                 | 25 000 $ | Paul Jubb                    | Charles Bloom                   | 3-6, 6-2, 6-3  |
| 22 avril  | M15, Vero Beach         | Terre battue        | 15 000 $ | Garrett Jones                | Victor Lilov                    | 7-61, 6-2      |
| 22 avril  | M15, Split              | Terre battue        | 15 000 $ | Michael Vrbenský             | Luka Mikrut                     | 7-5, 7-63      |
| 22 avril  | M15, Meerbusch          | Dur (int.)          | 15 000 $ | Michael Agwi                 | John Sperle                     | 6-4, 6-2       |
| 22 avril  | M15, Chymkent           | Terre battue        | 15 000 $ | Savva Polukhin               | ladyslav Orlov                  | 6-2, 6-3       |
| 22 avril  | M15, Kuršumlijska Banja | Terre battue        | 15 000 $ | Stefan Popović               | Mariano Tammaro                 | 6-4, 6-2       |
| 22 avril  | M15, Sanxenxo           | Dur                 | 15 000 $ | Julio César Porras           | Diego Fernández Flores          | 6-2, 6-1       |
| 22 avril  | M15, Monastir           | Dur (ext.)          | 15 000 $ | Pedro Araújo                 | Takuya Kumasaka                 | 2-6, 6-2, 6-3  |
| 22 avril  | M15, Antalya            | Terre battue        | 15 000 $ | Jérôme Kym                   | Yanaki Milev                    | 7-5, 6-2       |
| 29 avril  | M25, Pula               | Terre battue        | 25 000 $ | Jay Clarke                   | Carlos Sánchez Jover            | 7-64, 3-6, 6-4 |
| 29 avril  | M25, Sabadell           | Terre battue        | 25 000 $ | Nikolás Sánchez Izquierdo    | Miguel Damas                    | 6-4, 4-6, 6-3  |
| 29 avril  | M25, Xalapa             | Terre battue        | 25 000 $ | Rodrigo Pacheco Méndez       | Bernard Tomic                   | 61-7, 7-5, 6-4 |
| 29 avril  | M25, Anapoima           | Terre battue        | 25 000 $ | Nicolás Mejía                | Kiranpal Pannu                  | 6-2, 6-2       |
| 29 avril  | M25, Nottingham         | Dur                 | 25 000 $ | Charles Bloom                | Henry Searle                    | 6-3, 6-3       |
| 29 avril  | M15, Orange Park        | Terre battue        | 15 000 $ | Corentin Denolly             | Duarte Vale                     | 6-3, 7-5       |
| 29 avril  | M15, Osijek             | Terre battue        | 15 000 $ | Viacheslav Bielinskyi        | Mili Poljičak                   | 6-2, 6-0       |
| 29 avril  | M15, Kuršumlijska Banja | Terre battue        | 15 000 $ | Sascha Gueymard Wayenburg    | Émilien Demanet                 | 6-3, 7-5       |
| 29 avril  | M15, Monastir           | Dur (ext.)          | 15 000 $ | Stuart Parker                | Max Wiskandt                    | 7-5, 6-2       |
| 29 avril  | M15, Antalya            | Terre battue        | 15 000 $ | Michael Agwi                 | Stijn Slump                     | 6-3, 3-0, ab.  |

### Mai
| Date   | Lieu du tournoi         | Surface             | Dotation | Vainqueur                     | Finaliste                 | Score             |
| ------ | ----------------------- | ------------------- | -------- | ----------------------------- | ------------------------- | ----------------- |
| 6 mai  | M25, Valldoreix         | Terre battue        | 25 000 $ | Martin Kližan                 | Nicola Kuhn               | 3-6, 6-0, 6-3     |
| 6 mai  | M25, Kuršumlijska Banja | Terre battue        | 25 000 $ | Aziz Dougaz                   | Stefan Popović            | 6-1, 6-1          |
| 6 mai  | M25, Värnamo            | Terre battue        | 25 000 $ | Edoardo Lavagno               | Marvin Möller             | 6-2, 3-6, 6-3     |
| 6 mai  | M25, Trelew             | Dur (int.)          | 25 000 $ | Kaichi Uchida                 | Matías Soto               | 4-6, 6-1, 6-0     |
| 6 mai  | M15, Tbilissi           | Dur (ext.)          | 15 000 $ | Ilia Simakin                  | Erik Arutiunian           | 6-3, 6-3          |
| 6 mai  | M15, Monastir           | Dur (ext.)          | 15 000 $ | Max Wiskandt                  | Vladyslav Orlov           | 6-0, 3-0 ab.      |
| 6 mai  | M15, Bucarest           | Terre battue        | 15 000 $ | Pyotr Nesterov                | Niels Lootsma             | 6-3, 4-6, 7-66    |
| 6 mai  | M15, Doboj              | Terre battue        | 15 000 $ | Lilian Marmousez              | Mili Poljičak             | 7-62, 6-4         |
| 6 mai  | M15, Villahermosa       | Dur (int.)          | 15 000 $ | Ernesto Escobedo              | Rodrigo Pacheco Méndez    | 6-3, 7-5          |
| 6 mai  | M15, Antalya            | Terre battue        | 15 000 $ | Mika Brunold                  | Marlon Vankan             | 5-7, 6-4, 6-0     |
| 13 mai | M25, Pensacola          | Terre battue        | 25 000 $ | Andrés Andrade                | Hady Habib                | 7-65, 7-5         |
| 13 mai | M25, Reggio Emilia      | Terre battue        | 25 000 $ | Martin Kližan                 | Jelle Sels                | 6-4, 6-4          |
| 13 mai | M25, Kachreti           | Dur (ext.)          | 25 000 $ | Evgenii Tiurnev               | Yshai Oliel               | 3-6, 6-2, 6-2     |
| 13 mai | M25, Vic                | Terre battue        | 25 000 $ | Ignacio Buse                  | Albert Pedrico Kravtsov   | 6-3, 6-2          |
| 13 mai | M25, Luan               | Dur (ext.)          | 25 000 $ | Sun Fajing                    | Mo Yecong                 | 6-3, 6-1          |
| 13 mai | M15, Prijedor           | Terre battue        | 15 000 $ | Sander Jong                   | Paweł Juszczak            | 6-1, 5-7, 6-3     |
| 13 mai | M15, Kingston           | Dur (ext.)          | 15 000 $ | Kiranpal Pannu                | Aryan Shah                | 6-1, 6-1          |
| 13 mai | M15, Bucarest           | Terre battue        | 15 000 $ | Gabi Adrian Boitan            | Ioan Alexandru Chirita    | 65-7, 6-0, 6-2    |
| 13 mai | M15, Kalmar             | Terre battue        | 15 000 $ | Lucas Bouquet                 | Eero Vasa                 | 6-1, 7-5          |
| 13 mai | M15, Kuršumlijska Banja | Terre battue        | 15 000 $ | Edas Butvilas                 | Matthew Dellavedova       | 6-4, 6-0          |
| 13 mai | M15, Monastir           | Dur (ext.)          | 15 000 $ | Maxence Rivet                 | Arthur Bouquier           | 6-4, 6-1          |
| 13 mai | M15, Villach            | Terre battue        | 15 000 $ | Justin Engel                  | Jérôme Kym                | 6-3, 3-6, 6-3     |
| 13 mai | M15, Neuquen            | Terre battue        | 15 000 $ | Alejo Lorenzo Lingua Lavallén | Mariano Kestelboim        | 6-3, 7-62         |
| 13 mai | M15, Antalya            | Terre battue        | 15 000 $ | Nicolai Budkov Kjær           | Yanaki Milev              | 6-1, 6-0          |
| 13 mai | M15, Addis Ababa        | Terre battue        | 15 000 $ | Benjamin Lock                 | Luca Fantini              | 7-62, 6-4         |
| 20 mai | M25, Anning             | Terre battue        | 25 000 $ | Cui Jie                       | Bai Yan                   | 6-3, 6-4          |
| 20 mai | M25, Addis Ababa        | Terre battue        | 25 000 $ | Philip Henning                | Siddharth Vishwakarma     | 6-2, 6-2          |
| 20 mai | M25, Deauville          | Terre battue        | 25 000 $ | Alexey Vatutin                | Raphaël Collignon         | 6-3, 6-4          |
| 20 mai | M25, Mataro             | Terre battue        | 25 000 $ | Guy Den Ouden                 | Lorenzo Giustino          | 6-1, 5-7, 6-0     |
| 20 mai | M15, Kuršumlijska Banja | Terre battue        | 15 000 $ | Marat Sharipov                | Hayato Matsuoka           | 6-1, 0-6, 6-4     |
| 20 mai | M15, Bol                | Terre battue        | 15 000 $ | Viacheslav Bielinskyi         | Gabriele Pennaforti       | 6-1, 6-2          |
| 20 mai | M15, Monastir           | Dur (ext.)          | 15 000 $ | Tiago Pereira                 | Arthur Bouquier           | 7-61, 6-2         |
| 20 mai | M15, Bucarest           | Terre battue        | 15 000 $ | Pyotr Nesterov                | Elliot Benchetrit         | 6-1, 6-2          |
| 20 mai | M15, Cervia             | Terre battue        | 15 000 $ | Alessandro Pecci              | Peter Buldorini           | 7-5, 4-6, 6-3     |
| 20 mai | M15, Brcko              | Terre battue        | 15 000 $ | Miljan Zekić                  | Paweł Juszczak            | 2-6, 6-2, 5-1 ab. |
| 20 mai | M15, Kingston           | Dur (ext.)          | 15 000 $ | Leo Borg                      | Corey Craig               | 3-6, 6-4, 6-4     |
| 20 mai | M15, Cejle              | Terre battue        | 15 000 $ | Joao Eduardo Schiessl         | Blaž Rola                 | 3-6, 6-4, 6-4     |
| 27 mai | M25, Carnac             | Terre battue        | 25 000 $ | Federico Agustín Gómez        | Maxime Chazal             | 6-4, 6-0          |
| 27 mai | M25, La Nucia           | Terre battue        | 25 000 $ | Nicola Kuhn                   | Edas Butvilas             | 7-63, 6-1         |
| 27 mai | M25, Kiseljak           | Terre battue        | 25 000 $ | Maks Kaśnikowski              | Jay Clarke                | 6-2, 6-2          |
| 27 mai | M25, Baotou             | Terre battue (int.) | 25 000 $ | Te Rigele                     | Sun Fajing                | 6-2, 6-4          |
| 27 mai | M15, Vrhnika            | Terre battue        | 15 000 $ | Joao Eduardo Schiessl         | Bor Artnak                | 64-7, 6-0, 6-0    |
| 27 mai | M15, Gyula              | Terre battue        | 15 000 $ | Peter Fatja                   | Matyáš Černý              | 6-1, 6-2          |
| 27 mai | M15, Bol                | Terre battue        | 15 000 $ | Luka Mikrut                   | Sascha Gueymard Wayenburg | 6-3, 6-3          |
| 27 mai | M15, Kingston           | Dur (ext.)          | 15 000 $ | Aryan Shah                    | Dan Martin                | 6-2, 6-2          |
| 27 mai | M15, Karuizawa          | Terre battue        | 15 000 $ | Kaichi Uchida                 | Sora Fukuda               | 7-64, 5-7, 6-2    |
| 27 mai | M15, Kuršumlijska Banja | Terre battue        | 15 000 $ | Yanaki Milev                  | Oleg Prihodko             | 7-64, 6-3         |
| 27 mai | M15, Constanta          | Terre battue        | 15 000 $ | Gabi Adrian Boitan            | Ilya Snițari              | 6-2, 6-4          |
| 27 mai | M15, Monastir           | Dur (ext.)          | 15 000 $ | Pedro Araújo                  | Mikhail Gorokhov          | 6-4, 6-3          |
| 27 mai | M15, San Diego          | Dur (ext.)          | 15 000 $ | Learner Tien                  | Karue Sell                | 6-7, 6-2, 6-2     |

### Juin
| Date    | Lieu du tournoi          | Surface      | Dotation | Vainqueur             | Finaliste                   | Score          |
| ------- | ------------------------ | ------------ | -------- | --------------------- | --------------------------- | -------------- |
| 3 juin  | M25, Grasse              | Terre battue | 25 000 $ | Maxime Chazal         | Federico Gaio               | 4-6, 6-4, 6-2  |
| 3 juin  | M25, Córdoba             | Terre battue | 25 000 $ | Nicola Kuhn           | Pedro Vives Marcos          | 7-63, 6-3      |
| 3 juin  | M25, Sarajevo            | Terre battue | 25 000 $ | Mirza Bašić           | Jakub Paul                  | 6-1, 7-5       |
| 3 juin  | M25, Kuršumlijska Banja  | Terre battue | 25 000 $ | Luka Pavlovic         | Adam Heinonen               | 6-3, 6-2       |
| 3 juin  | M25, Setúbal             | Dur (ext.)   | 25 000 $ | Antoine Escoffier     | Antoine Bellier             | 3-6, 7-66, 6-2 |
| 3 juin  | M15, Hrastnik            | Terre battue | 15 000 $ | Luca Wiedenmann       | Mika Brunold                | 6-4, 1-6, 6-4  |
| 3 juin  | M15, Grodzisk Mazowiecki | Terre battue | 15 000 $ | Oleg Prihodko         | Ignacio Monzón              | 6-2, 6-4       |
| 3 juin  | M15, Caltanissetta       | Terre battue | 15 000 $ | Lilian Marmousez      | Gianmarco Ferrari           | 6-4, 6-2       |
| 3 juin  | M15, Saint-Domingue      | Dur (ext.)   | 15 000 $ | Taha Baadi            | Peter Bertran               | 7-5, 6-4       |
| 3 juin  | M15, Tamuning            | Dur (ext.)   | 15 000 $ | Jake Delaney          | Ryuki Matsuda               | 64-7, 7-5, 6-3 |
| 3 juin  | M15, Daegu               | Dur (ext.)   | 15 000 $ | Edward Winter         | Ezekiel Clark               | 6-3, 3-6, 7-5  |
| 3 juin  | M15, Monastir            | Dur (ext.)   | 15 000 $ | Cengiz Aksu           | Mikhail Gorokhov            | 6-3, 6-2       |
| 3 juin  | M15, San Diego           | Dur (ext.)   | 15 000 $ | Learner Tien          | Alafia Ayeni                | 6-4, 65-7, 6-4 |
| 10 juin | M25, Villeneuve-Loubet   | Terre battue | 25 000 $ | Rémy Bertola          | Yshai Oliel                 | 3-6, 6-4, 6-3  |
| 10 juin | M25, Martos              | Terre battue | 25 000 $ | Michael Geerts        | Arthur Bouquier             | 6-4, ab.       |
| 10 juin | M25, Aarhus              | Terre battue | 25 000 $ | Elmer Møller          | August Holmgren             | 6-3, 6-0       |
| 10 juin | M25, Rabat               | Terre battue | 25 000 $ | Max Alcalá Gurri      | Carlos López Montagud       | 6-2, 6-3       |
| 10 juin | M25, Elvas               | Dur (ext.)   | 25 000 $ | Antoine Escoffier     | Duarte Vale                 | 6-3, 6-2       |
| 10 juin | M25, Wichita             | Dur (ext.)   | 25 000 $ | Micah Braswell        | Eliot Spizzirri             | 6-4, 6-3       |
| 10 juin | M15, Nyíregyháza         | Terre battue | 15 000 $ | Franco Roncadelli     | Dominik Kellovský           | 6-2, 1-6, 7-5  |
| 10 juin | M15, Koszalin            | Terre battue | 15 000 $ | Viacheslav Bielinskyi | Paweł Juszczak              | 7-63, 6-2      |
| 10 juin | M15, Chieti              | Terre battue | 15 000 $ | Oleksandr Ovcharenko  | Lilian Marmousez            | Forfait        |
| 10 juin | M15, Kuršumlijska Banja  | Terre battue | 15 000 $ | Petar Jovanović       | Luka Pavlovic               | 6-4, 2-0, ab.  |
| 10 juin | M15, Oradea              | Terre battue | 15 000 $ | Cezar Creţu           | Gabi Adrian Boitan          | 7-64, 6-4      |
| 10 juin | M15, Saint-Domingue      | Dur (ext.)   | 15 000 $ | Kiranpal Pannu        | Fnu Nidunjianzan            | 6-4, 5-7, 7-62 |
| 10 juin | M15, Hong Kong           | Dur (ext.)   | 15 000 $ | Evgenii Tiurnev       | Ajeet Rai                   | 6-4, 6-2       |
| 10 juin | M15, Anseong             | Dur (ext.)   | 15 000 $ | Kārlis Ozoliņš        | Shin San-hui                | 7-64, 6-0      |
| 10 juin | M15, Monastir            | Dur (ext.)   | 15 000 $ | Kris van Wyk          | Egor Agafonov               | 6-1, 7-5       |
| 10 juin | M15, San Diego           | Dur (ext.)   | 15 000 $ | Oliver Tarvet         | Nathan Ponwith              | 4-6, 6-3, 6-4  |
| 17 juin | M25, Montauban           | Terre battue | 25 000 $ | Maxime Chazal         | Arthur Reymond              | 6-4, 6-2       |
| 17 juin | M25, Mungia              | Terre battue | 25 000 $ | Michiel de Krom       | Ryan Nijboer                | 6-4, 6-4       |
| 17 juin | M25, Duffel              | Terre battue | 25 000 $ | Sandro Kopp           | Khumoyun Sultanov           | 6-4, 6-3       |
| 17 juin | M25, Cattolica           | Terre battue | 25 000 $ | Giovanni Oradini      | Andrea Picchione            | 7-64, 3-6, 7-5 |
| 17 juin | M25, Luzhou              | Dur (ext.)   | 25 000 $ | Bain Yan              | Zhou Yi                     | 7-64, 7-66     |
| 17 juin | M25, Changwon            | Dur (ext.)   | 25 000 $ | Kaichi Uchida         | Masamichi Imaamura          | 6-2, 5-7, 6-3  |
| 17 juin | M25, Tulsa               | Dur (ext.)   | 25 000 $ | Eliot Spizzirri       | Bernard Tomic               | 6-4, 3-6, 7-63 |
| 17 juin | M15, Nyíregyháza         | Terre battue | 15 000 $ | Franco Roncadelli     | Dan Alexandru Tomescu       | 7-63, 6-1      |
| 17 juin | M15, Koszalin            | Terre battue | 15 000 $ | John Hallquist Lithen | Luca Stäheli                | 60-7, 7-5, 6-0 |
| 17 juin | M15, Saarlouis           | Terre battue | 15 000 $ | Michael Vrbenský      | Lucas Gerch                 | 6-3, 7-63      |
| 17 juin | M15, Kuršumlijska Banja  | Terre battue | 15 000 $ | Tommaso Compagnucci   | Andrej Nedić                | 6-4, 6-4       |
| 17 juin | M15, Cluj-Napoca         | Terre battue | 15 000 $ | Bogdan Pavel          | Mariano Tammaro             | 6-3, 2-6, 6-3  |
| 17 juin | M15, Casablanca          | Terre battue | 15 000 $ | Stijn Slump           | Mario González Fernández    | 6-3, 7-63      |
| 17 juin | M15, Hong Kong           | Dur (ext.)   | 15 000 $ | Shintaro Imai         | Jake Delaney                | 6-4, 6-4       |
| 17 juin | M15, Hillcrest           | Dur (ext.)   | 15 000 $ | Philip Henning        | Connor Henry van Schalkwyk  | 6-4, 6-4       |
| 17 juin | M15, Monastir            | Dur (ext.)   | 15 000 $ | Tiago Pereira         | Jack Loutit                 | 6-2, 6-0       |
| 17 juin | M15, Rancho Santa Fe     | Dur (ext.)   | 15 000 $ | Learner Tien          | Matthew Summers             | 6-3, 6-1       |
| 24 juin | M25, Bourg-en-Bresse     | Terre battue | 25 000 $ | Marat Sharipov        | Lorenzo Giustino            | 6-2, 6-3       |
| 24 juin | M25, Bakio               | Dur (ext.)   | 25 000 $ | Clément Chidekh       | Robin Bertrand              | 7-63, 6-3      |
| 24 juin | M25, Bruxelles           | Terre battue | 25 000 $ | Max Houkes            | Khumoyun Sultanov           | 5-7, 6-1, 6-1  |
| 24 juin | M25, Satu Mare           | Terre battue | 25 000 $ | Cezar Crețu           | Martin Krumich              | 6-2, 3-0, ab.  |
| 24 juin | M25, Hillcrest           | Dur (ext.)   | 25 000 $ | Khololwam Montsi      | Devin Badenhorst            | 6-4, 6-2       |
| 24 juin | M25, Klosters            | Dur (ext.)   | 25 000 $ | Rémy Bertola          | Patrick Zahraj              | 6-4, 3-6, 7-63 |
| 24 juin | M15, Bergame             | Terre battue | 15 000 $ | Andrej Martin         | Gianluca Cadenasso          | 6-3, 6-3       |
| 24 juin | M15, Wrocław             | Terre battue | 15 000 $ | Paweł Juszczak        | Michael Agwi                | 6-1, 7-5       |
| 24 juin | M15, Kamen               | Terre battue | 15 000 $ | Svyatoslav Glin       | Mariano Dedura-Palomero     | 6-2, 7-5       |
| 24 juin | M15, Belgrade            | Terre battue | 15 000 $ | Vuk Rađenović         | Ioannis Xilas               | 5-7, 6-4, 6-1  |
| 24 juin | M15, Ust-Kamenogorsk     | Dur (ext.)   | 15 000 $ | Petr Bar Biryukov     | Martin Borisiouk            | 6-4, 6-3       |
| 24 juin | M15, Tanger              | Terre battue | 15 000 $ | Juan Estévez          | Mario González Fernández    | 0-6, 6-3, 6-3  |
| 24 juin | M15, Alkmaar             | Terre battue | 15 000 $ | Deney Wassermann      | Chris Rodesch               | 7-68, 6-4      |
| 24 juin | M15, Tianjin             | Dur (ext.)   | 15 000 $ | Mukund Sasikumar      | Wishaya Trongcharoenchaikul | 6-3, 6-3       |
| 24 juin | M15, Monastir            | Dur (ext.)   | 15 000 $ | Mili Poljičak         | Patrick Schön               | 6-2, 6-0       |
| 24 juin | M15, Los Angeles         | Dur (ext.)   | 15 000 $ | Patrick Maloney       | Colton Smith                | 6-3, 1-6, 6-3  |

### Juillet
| Date                    | Lieu du tournoi          | Surface      | Dotation             | Vainqueur                | Finaliste                 | Score          |
| ----------------------- | ------------------------ | ------------ | -------------------- | ------------------------ | ------------------------- | -------------- |
| 1er juillet             | M25, Ajaccio             | Dur (ext.)   | 25 000 $             | Jules Marie              | Blake Ellis               | 6-2, 6-4       |
| 1er juillet             | M25, Getxo               | Terre battue | 25 000 $             | Miguel Damas             | Ivan Gakhov               | 6-0, 63-7, 6-0 |
| 1er juillet             | M25, Marbourg            | Terre battue | 25 000 $             | Mateus Alves             | Raphaël Collignon         | 7-65, 1-6, 6-4 |
| 1er juillet             | M25, Laval               | Dur (ext.)   | 25 000 $             | Eliot Spizzirri          | Karl Poling               | 6-4, 6-3       |
| 1er juillet             | M15, Štore               | Terre battue | 15 000 $             | Gianluca Cadenasso       | Lorenzo Carboni           | 3-6, 7-5, 6-3  |
| 1er juillet             | M15, Kuršumlijska Banja  | Terre battue | 15 000 $             | Luka Pavlovic            | Péter Fajta               | 7-65, 6-1      |
| 1er juillet             | M15, Amstelveen          | Terre battue | 15 000 $             | Max Houkes               | John Sperle               | 6-3, 3-0, ab.  |
| 1er juillet             | M15, Ust-Kamenogorsk     | Dur (ext.)   | 15 000 $             | Martin Borisiouk         | Sergey Fomin              | 6-2, 6-1       |
| 1er juillet             | M15, Belém               | Dur (ext.)   | 15 000 $             | Pedro Sakamoto           | Alexander Stater          | 6-4, 6-1       |
| 1er juillet             | M15, Tianjin             | Dur (ext.)   | 15 000 $             | Zhou Yi                  | Evgeny Donskoy            | 6-3, 6-3       |
| 1er juillet             | M15, Tokyo               | Dur (int.)   | 15 000 $             | Kārlis Ozoliņš           | Masamichi Imamura         | 6-3, 6-4       |
| 1er juillet             | M15, Hillcrest           | Dur (ext.)   | 15 000 $             | Devin Badenhorst         | Kris van Wyk              | 7-66, 6-4      |
| 1er juillet             | M15, Nakhon Si Thammarat | Dur (ext.)   | 15 000 $             | Kasidit Samrej           | Mitsuki Wei Kang Leong    | 6-4, 6-3       |
| 1er juillet             | M15, Monastir            | Dur (ext.)   | 15 000 $             | Ilia Simakin             | Mili Poljičak             | 6-2, 6-0       |
| 1er juillet             | M15, Los Angeles         | Dur (ext.)   | 15 000 $             | Govind Nanda             | Stefan Dostanic           | 6-4, 5-7, 7-5  |
| 8 juillet               | M25, Uriage-les-Bains    | Terre battue | 25 000 $             | Gabriel Debru            | Maxime Chazal             | 6-1, 6-3       |
| 8 juillet               | M25, Roda de Berà        | Terre battue | 25 000 $             | Steven Diez              | Alberto Barroso Campos    | 6-2, 2-6, 6-3  |
| 8 juillet               | M25, Cassel              | Terre battue | 25 000 $             | Raphaël Collignon        | Khumoyun Sultanov         | 6-1, 6-4       |
| 8 juillet               | M25, São Paulo           | Terre battue | 25 000 $             | Pedro Sakamoto           | Tomás Farjat              | 7-65, 7-66     |
| 8 juillet               | M25, Padoue              | Terre battue | 25 000 $             | Gianluca Mager           | Oleksandr Ovcharenko      | 4-6, 6-2, 6-4  |
| 8 juillet               | M25, La Haye             | Terre battue | 25 000 $             | Oliver Crawford          | Àlex Martí Pujolràs       | 6-0, 6-1       |
| 8 juillet               | M25, Tianjin             | Dur (ext.)   | 25 000 $             | Bain Yan                 | Hsu Yu-hsiou              | 6-2, 6-4       |
| 8 juillet               | M25, Nottingham          | Dur (ext.)   | 25 000 $             | August Holmgren          | Jack Pinnington Jones     | 4-6, 6-2, 6-2  |
| 8 juillet               | M25, Dallas              | Dur (ext.)   | 25 000 $             | Adam Neff                | Colton Smith              | 7-65, 4-6, 6-2 |
| 8 juillet               | M15, Litija              | Terre battue | 15 000 $             | Bor Artnak               | Peter Heller              | 6-2, 6-3       |
| 8 juillet               | M15, Kuršumlijska Banja  | Terre battue | 15 000 $             | Federico Bondioli        | Carl Emil Overbeck        | 6-3, 5-7, 7-61 |
| 8 juillet               | M15, Umag                | Terre battue | 15 000 $             | Mili Poljičak            | Nikola Bašić              | 7-5, 7-63      |
| 8 juillet               | M15, Łódź                | Terre battue | 15 000 $             | Maciej Rajski            | Nikita Mashtakov          | 6-2, 7-63      |
| 8 juillet               | M15, Tokyo               | Dur (int.)   | 15 000 $             | Shintaro Imai            | Shin Woo-bin              | 6-4, 6-4       |
| 8 juillet               | M15, Nakhon Si Thammarat | Dur (ext.)   | 15 000 $             | Kasidit Samrej           | Pawit Sornlaksup          | 6-3, 6-2       |
| 8 juillet               | M15, Monastir            | Dur (ext.)   | 15 000 $             | Eliakim Coulibaly        | Aziz Ouakaa               | 6-0, 2-0, ab.  |
| 8 juillet               | M15, Lakewood            | Dur (ext.)   | 15 000 $             | Learner Tien             | Govind Nanda              | 6-3, 6-3       |
| 15 juillet              | M25, Telfs               | Terre battue | 25 000 $             | Facundo Mena             | Lukas Neumayer            | 6-4, 6-2       |
| 15 juillet              | M25, Gandia              | Terre battue | 25 000 $             | Carlos Sánchez Jover     | Raúl Brancaccio           | 3-6, 6-2, 7-5  |
| 15 juillet              | M25, Esch-sur-Alzette    | Terre battue | 25 000 $             | Chris Rodesch            | Gauthier Onclin           | 6-1, 3-6, 6-4  |
| 15 juillet              | M25, Castelo Branco      | Dur (ext.)   | 25 000 $             | Frederico Ferreira Silva | Michael Geerts            | 3-6, 6-4, 6-2  |
| 15 juillet              | M25, Tianjin             | Dur (ext.)   | 25 000 $             | Zhou Yi                  | Sun Fajing                | 4-6, 6-3, 7-5  |
| 15 juillet              | M25, Nottingham          | Dur (ext.)   | 25 000 $             | James McCabe             | George Loffhagen          | 6-0, 6-1       |
| 15 juillet              | M25, East Lansing        | Dur (ext.)   | 25 000 $             | Johannus Monday          | Aidan McHugh              | 6-2, 6-2       |
| 15 juillet              | M15, Bastia              | Terre battue | 15 000 $             | Timo Legout              | Louis Dussin              | 7-64, 6-2      |
| 15 juillet              | M15, Uslar               | Terre battue | 15 000 $             | Justin Engel             | Lautaro Agustín Falabella | 6-2, 6-4       |
| 15 juillet              | M15, Gubbio              | Terre battue | 15 000 $             | Gabriele Pennaforti      | Samuele Pieri             | 6-0, 6-2       |
| 15 juillet              | M15, Bucarest            | Terre battue | 15 000 $             | Franco Roncadelli        | Dan Alexandru Tomescu     | 2-6, 7-66, 6-3 |
| 15 juillet              | M15, Kuršumlijska Banja  | Terre battue | 15 000 $             | Luka Pavlovic            | Dušan Obradović           | 6-3, 6-2       |
| 15 juillet              | M15, Slovenska Bistrica  | Terre battue | 15 000 $             | Andrej Martin            | Felix Corwin              | 5-7, 6-4, 6-2  |
| 15 juillet              | M15, Huamantla           | Dur (ext.)   | 15 000 $             | Eric Hadigian            | Alex Hernández            | 6-3, 6-2       |
| 15 juillet              | M15, Nakhon Si Thammarat | Dur (ext.)   | 15 000 $             | Thanapet Chanta          | Jirat Navasirisomboon     | 6-0, 7-5       |
| 15 juillet              | M15, Monastir            | Dur (ext.)   | 15 000 $             | Eliakim Coulibaly        | Darwin Blanch             | 6-2, 6-2       |
| 15 juillet              | M15, Rochester           | Dur (ext.)   | 15 000 $             | Alexander Bernard        | Tyler Zink                | 6-3, 6-1       |
| 22 juillet              | M25, Kramsach            | Terre battue | 25 000 $             | Toby Kodat               | Lilian Marmousez          | 6-2, 65-7, 6-4 |
| 22 juillet              | M25, Dénia               | Terre battue | 25 000 $             | Pol Martín Tiffon        | Rafael Jódar              | 6-2, 4-6, 6-3  |
| 22 juillet              | M25, Astana              | Dur (ext.)   | 25 000 $             | Khumoyun Sultanov        | Alafia Ayeni              | 6-2, 6-4       |
| 22 juillet              | M25, Porto               | Dur (ext.)   | 25 000 $             | João Domingues           | Francisco Rocha           | 6-4, 2-6, 6-4  |
| 22 juillet              | M25, Bacău               | Dur (ext.)   | 25 000 $             | Àlex Martí Pujolràs      | Cezar Crețu               | 3-6, 7-68, 6-4 |
| 22 juillet              | M25, Champaign           | Dur (ext.)   | 25 000 $             | Colton Smith             | Andre Ilagan              | 6-4, 6-3       |
| 22 juillet              | M15, Rognac              | Dur (ext.)   | 15 000 $             | Leonardo Rossi           | Timo Legout               | 6-0, 7-5       |
| 22 juillet              | M15, Metzingen           | Terre battue | 15 000 $             | Florian Broska           | Hazem Naw                 | 7-5, 6-2       |
| 22 juillet              | M15, Pérouse             | Terre battue | 15 000 $             | Facundo Juárez           | Gianluca Cadenasso        | 6-4, 6-4       |
| 22 juillet              | M15, Kuršumlijska Banja  | Terre battue | 15 000 $             | Marat Sharipov           | Kane Bonsach Ganley       | 6-1, 6-2       |
| 22 juillet              | M15, Poprad              | Terre battue | 15 000 $             | Jakob Filip              | Andrej Martin             | 5-7, 6-4, 6-2  |
| 22 juillet              | M15, Huamantla           | Dur (ext.)   | 15 000 $             | Peter Bertran            | Juan Sebastián Gómez      | 6-4, 6-3       |
| 22 juillet              | M15, Monastir            | Dur (ext.)   | 15 000 $             | Massimo Giunta           | Yuri Dzhavakian           | 6-3, 4-6, 6-0  |
| 29 juillet              |                          |              |                      |                          |                           |                |
| M25, Brazzaville        | Terre battue             | 25 000 $     | Gonçalo Oliveira     | Bor Artnak               | 6-4, 6-2                  |                |
| M25, Wetzlar            | Terre battue             | 25 000 $     | Max Houkes           | Maxime Chazal            | 6-4, 7-5                  |                |
| M25, Bolzano            | Terre battue             | 25 000 $     | Jacopo Berrettini    | Gianmarco Ferrari        | 6-1, 6-3                  |                |
| M25, Pitești            | Dur (ext.)               | 25 000 $     | Franco Roncadelli    | Àlex Martí Pujolràs      | 5-7, 6-1, 6-2             |                |
| M25, Taipei             | Dur (ext.)               | 25 000 $     | Keisuke Saitoh       | Hsu Yu-hsiou             | 6-3, 6-1                  |                |
| M25, Roehampton         | Dur (ext.)               | 25 000 $     | George Loffhagen     | Viktor Durasovic         | 6-4, 6-3                  |                |
| M25, Edwardsville       | Dur (ext.)               | 25 000 $     | Gavin Young          | Kyle Kang                | 6-4, 6-3                  |                |
| M15, Xàtiva             | Terre battue             | 15 000 $     | Ignacio Parisca      | Imanol López Morillo     | 7-66, 6-2                 |                |
| M15, Kuršumlijska Banja | Terre battue             | 15 000 $     | Juan Manuel La Serna | Aristotelis Thanos       | 6-2, 6-4                  |                |
| M15, Huamantla          | Dur (ext.)               | 15 000 $     | Peter Bertran        | Eduardo Ribeiro          | 6-3, 7-5                  |                |
| M15, Monastir           | Dur (ext.)               | 15 000 $     | Samir Hamza Reguig   | Étienne Donnet           | 2-6, 6-4, 6-4             |                |

### Août
| Date                     | Lieu du tournoi         | Surface      | Dotation                 | Vainqueur               | Finaliste               | Score                |
| ------------------------ | ----------------------- | ------------ | ------------------------ | ----------------------- | ----------------------- | -------------------- |
| 5 août                   | M25, Brazzaville        | Terre battue | 25 000 $                 | Mathys Erhard           | Gonçalo Oliveira        | 6-2, 7-5             |
| 5 août                   | M25, Montesilvano       | Terre battue | 25 000 $                 | Carlos Sánchez Jover    | Gabriele Pennaforti     | 6-4, 6-3             |
| 5 août                   | M25, Taipei             | Dur (ext.)   | 25 000 $                 | Hsu Yu-hsiou            | Blake Ellis             | 6-3, 6-4             |
| 5 août                   | M25, Roehampton         | Dur (ext.)   | 25 000 $                 | James McCabe            | Masamichi Imamura       | 7-5, 4-6, 6-3        |
| 5 août                   | M25, Southaven          | Dur (ext.)   | 25 000 $                 | Michael Zheng           | Tyler Zink              | 6-4, 7-63            |
| 5 août                   | M15, Eupen              | Terre battue | 15 000 $                 | Jack Logé               | Sidané Pontjodikromo    | 6-2, 7-5             |
| 5 août                   | M15, Tauste             | Dur (ext.)   | 15 000 $                 | Julio César Porras      | Fabrizio Andaloro       | 5-7, 6-1, 6-3        |
| 5 août                   | M15, Vaasa              | Dur (ext.)   | 15 000 $                 | Alvin Nicholas Tudorica | Guillaume Dalmasso      | 6-2, 6-3             |
| 5 août                   | M15, Dublin             | Moquette     | 15 000 $                 | Ben Jones               | Filip Pieczonka         | 6-4, 7-65            |
| 5 août                   | M15, Curtea de Argeș    | Terre battue | 15 000 $                 | Radu Mihai Papoe        | Ștefan Adrian Andreescu | 6-1, 6-0             |
| 5 août                   | M15, Kuršumlijska Banja | Terre battue | 15 000 $                 | Aristotelis Thanos      | Tommaso Compagnucci     | 7-65, 6-2            |
| 5 août                   | M15, Monastir           | Dur (ext.)   | 15 000 $                 | Oliver Tarvet           | Eliakim Coulibaly       | 64-7, 6-4, 6-1       |
| 12 août                  | M25, Coxyde             | Terre battue | 25 000 $                 | Raphaël Collignon       | Guy den Ouden           | 7-64, 6-1            |
| 12 août                  | M25, Londrina           | Terre battue | 25 000 $                 | Karue Sell              | José Pereira            | 6-4, 6-4             |
| 12 août                  | M25, Yinchuan           | Dur (ext.)   | 25 000 $                 | Bai Yan                 | Sun Fajing              | 6-4, 7-61            |
| 12 août                  | M25, Arequipa           | Terre battue | 25 000 $                 | Matías Soto             | Guido Iván Justo        | 6-0, 7-62            |
| 12 août                  | M25, Idanha-a-Nova      | Dur (ext.)   | 25 000 $                 | Khumoyun Sultanov       | Edas Butvilas           | 6-4, 7-5             |
| 12 août                  | M25, Maribor            | Terre battue | 25 000 $                 | Mili Poljičak           | Filip Jeff Planinšek    | 6-4, 6-2             |
| 12 août                  | M25, Muttenz            | Terre battue | 25 000 $                 | Mika Brunold            | Marat Sharipov          | 7-5, 6-4             |
| 12 août                  | M25, Aldershot          | Dur (ext.)   | 25 000 $                 | Jack Pinnington Jones   | Murphy Cassone          | 6-0, 7-63            |
| 12 août                  | M15, Neulengbach        | Terre battue | 15 000 $                 | Neil Oberleitner        | Jakub Nicod             | 65-7, 7-68, 1-0, ab. |
| 12 août                  | M15, Sofia              | Terre battue | 15 000 $                 | Franco Ribero           | Ivan Ivanov             | 5-7, 6-4, 6-2        |
| 12 août                  | M15, Überlingen         | Terre battue | 15 000 $                 | Maximilian Homberg      | Kai Wehnelt             | 6-2, 1-6, 6-3        |
| 12 août                  | M15, Bielsko-Biała      | Terre battue | 15 000 $                 | Alec Beckley            | Paweł Juszczak          | 6-2, 1-6, 6-3        |
| 12 août                  | M15, Târgu Jiu          | Terre battue | 15 000 $                 | Ilya Snițari            | Dan Alexandru Tomescu   | 7-5, 6-2             |
| 12 août                  | M15, Kuršumlijska Banja | Terre battue | 15 000 $                 | Tommaso Compagnucci     | Juan Pablo Paz          | 6-1, 6-2             |
| 12 août                  | M15, Gijón              | Terre battue | 15 000 $                 | Nicolás Álvarez Varona  | Ryan Nijboer            | 6-2, 4-6, 6-2        |
| 12 août                  | M15, Ystad              | Terre battue | 15 000 $                 | Chris Rodesch           | Louis Wessels           | 6-2, 4-6, 6-3        |
| 12 août                  | M15, Monastir           | Dur (ext.)   | 15 000 $                 | Eliakim Coulibaly       | Adrià Soriano Barrera   | 6-4, 6-3             |
| 12 août                  | M15, Huntsville         | Dur (ext.)   | 15 000 $                 | Tyler Zink              | Leo Vithoontien         | 6-4, 6-1             |
| 19 août                  |                         |              |                          |                         |                         |                      |
| M25, Belém               | Dur (ext.)              | 25 000 $     | Juan Carlos Prado Ángelo | Eduardo Ribeiro         | 6-4, 6-3                |                      |
| M25, Lesa                | Terre battue            | 25 000 $     | Andrea Picchione         | Tim Handel              | 7-62, 7-63              |                      |
| M25, Arequipa            | Terre battue            | 25 000 $     | Benjamin Lock            | Matías Soto             | 6-0, 7-62               |                      |
| M25, Poznań              | Terre battue            | 25 000 $     | Daniel Michalski         | Michael Vrbenský        | 5-7, 6-4, 6-4           |                      |
| M25, Idanha-a-Nova       | Dur (ext.)              | 25 000 $     | Daniel Vallejo           | Alastair Gray           | 6-2, 6-3                |                      |
| M25, Maribor             | Terre battue            | 25 000 $     | Mili Poljičak            | Oleksandr Ovcharenko    | 7-5, 7-66               |                      |
| M25, Santander           | Terre battue            | 25 000 $     | Pol Martín Tiffon        | Daniel Mérida           | 63-7, 6-2, 6-4          |                      |
| M15, Kottingbrunn        | Terre battue            | 15 000 $     | Oleg Prihodko            | Elmar Ejupovic          | 7-5, 7-5                |                      |
| M15, Lambermont          | Terre battue            | 15 000 $     | Emilien Demanet          | Sebastian Eriksson      | 5-7, 6-4, 6-2           |                      |
| M15, Trier               | Terre battue            | 15 000 $     | Justin Engel             | Milan Welte             | 6-1, 6-4                |                      |
| M15, Arad                | Terre battue            | 15 000 $     | Félix Balshaw            | Péter Fajta             | 4-6, 7-63, 6-3          |                      |
| M15, Pirot               | Terre battue            | 15 000 $     | Tommaso Compagnucci      | Kane Bonsach Ganley     | 6-2, 63-7, 6-4          |                      |
| M15, Nakhon Si Thammarat | Dur (ext.)              | 15 000 $     | Ilia Simakin             | Kasidit Samrej          | 6-3, 6-4                |                      |
| M15, Monastir            | Dur (ext.)              | 15 000 $     | Savva Polukhin           | Mert Alkaya             | 6-4, 6-3                |                      |
| 26 août                  |                         |              |                          |                         |                         |                      |
| M25, Hong Kong           | Dur (ext.)              | 25 000 $     | Chris Rodesch            | Alexey Zakharov         | 7-5, 6-4                |                      |
| M25, Oldenzaal           | Terre battue            | 25 000 $     | Toby Kodat               | Max Houkes              | 3--6, 6-2, 7-5          |                      |
| M25, Oviedo              | Terre battue            | 25 000 $     | Nicolás Álvarez Varona   | Daniel Mérida           | 7-63, 6-0               |                      |
| M25, Sion                | Terre battue            | 25 000 $     | Christoph Negritu        | Jakub Paul              | 6-2, 6-3                |                      |
| M25, Nakhon Si Thammarat | Dur (ext.)              | 25 000 $     | Leo Borg                 | Taisei Ichikawa         | 6-4, 66-7, 6-3          |                      |
| M15, Vienne              | Terre battue            | 15 000 $     | Andrej Martin            | Miloš Karol             | 6-2, 6-1                |                      |
| M15, Cap d'Agde          | Terre battue            | 15 000 $     | Justin Engel             | Lucas Bouquet           | 2-6, 6-2, 6-4           |                      |
| M15, Budapest            | Dur (ext.)              | 15 000 $     | Daniil Glinka            | Clément Chidekh         | 6-4, 6-3                |                      |
| M15, Bali                | Dur (ext.)              | 15 000 $     | Omar Jasika              | Max Basing              | 6-3, 3-6, 7-62          |                      |
| M15, Forlì               | Terre battue            | 15 000 $     | Federico Iannaccone      | Carlo Alberto Caniato   | 6-3, 7-5                |                      |
| M15, Szczawno-Zdrój      | Terre battue            | 15 000 $     | Kirill Kivattsev         | Paweł Juszczak          | 6-2, 6-3                |                      |
| M15, Bucarest            | Terre battue            | 15 000 $     | Ștefan Paloși            | Dan Alexandru Tomescu   | 7-64, 6-3               |                      |
| M15, Kuršumlijska Banja  | Terre battue            | 15 000 $     | Stefan Popović           | Andrey Chepelev         | 6-4, 6-2                |                      |
| M15, Slovenj Gradec      | Terre battue            | 15 000 $     | Oleg Prihodko            | Dominik Kellovský       | 6-2, 0-6, 7-64          |                      |
| M15, Monastir            | Dur (ext.)              | 15 000 $     | Yaroslav Demin           | Altuğ Çelikbilek        | 6-4, 6-3                |                      |
| M15, Tachkent            | Dur (ext.)              | 15 000 $     | Erik Arutiunian          | Dominik Palán           | 7-61, 6-4               |                      |

### Septembre
| Date         | Lieu du tournoi          | Surface      | Dotation | Vainqueur                                                    | Finaliste                                                    | Score                                                        |
| ------------ | ------------------------ | ------------ | -------- | ------------------------------------------------------------ | ------------------------------------------------------------ | ------------------------------------------------------------ |
| 2 septembre  | M25, Bagnères-de-Bigorre | Dur (ext.)   | 25 000 $ | Marat Sharipov                                               | Clément Chidekh                                              | 6-2, 62-7, 7-63                                              |
| 2 septembre  | M25, Bali                | Terre battue | 25 000 $ | Omar Jasika                                                  | Jay Clarke                                                   | 6-4, 6-1                                                     |
| 2 septembre  | M25, Sapporo             | Dur (ext.)   | 25 000 $ | Kokoro Isomura                                               | Naoki Nakagawa                                               | 6-3, 6-2                                                     |
| 2 septembre  | M25, Nakhon Si Thammarat | Dur (ext.)   | 25 000 $ | Kasidit Samrej                                               | Mukund Sasikumar                                             | 6-3, 6-3                                                     |
| 2 septembre  | M15, Córdoba             | Terre battue | 15 000 $ | Andrea Collarini                                             | Mariano Kestelboim                                           | 6{-2, 7-5                                                    |
| 2 septembre  | M15, Hong Kong           | Terre battue | 15 000 $ | Chris Rodesch                                                | Colin Sinclair                                               | 6-4, 7-63                                                    |
| 2 septembre  | M15, Budapest            | Dur (ext.)   | 15 000 $ | Tyler Stice                                                  | KLeonardo Rossi                                              | 6-2, 1-6, 6-3                                                |
| 2 septembre  | M15, Bologne             | Terre battue | 15 000 $ | Gabriele Piraino                                             | Mathys Erhard                                                | 7-5, 2-6, 7-5                                                |
| 2 septembre  | M15, Haren               | Terre battue | 15 000 $ | Tom Gentzsch                                                 | Alec Beckley                                                 | 6-3, 6-4                                                     |
| 2 septembre  | M15, Constanța           | Terre battue | 15 000 $ | Nicholas David Ionel                                         | Liam Draxl                                                   | 6-3, 6-4                                                     |
| 2 septembre  | M15, Pirot               | Terre battue | 15 000 $ | Roberto Cid Subervi                                          | Stefan Latinović                                             | 6-2, 6-4                                                     |
| 2 septembre  | M15, Madrid              | Terre battue | 15 000 $ | Michiel de Krom                                              | Julio César Porras                                           | 6-2, 4-6, 6-2                                                |
| 2 septembre  | M15, Monastir            | Dur (ext.)   | 15 000 $ | James Story                                                  | Samir Hamza Reguig                                           | 67-7, 6-3, 6-4                                               |
| 2 septembre  | M15, Tachkent            | Dur (ext.)   | 15 000 $ | Petr Bar Biryukov                                            | Zura Tkemaladze                                              | 4-6, 6-1, 6-4                                                |
| 9 septembre  | M25, Pouzzoles           | Dur (ext.)   | 25 000 $ | Alessandro Pecci                                             | Filip Peliwo                                                 | 6-2, 6-4                                                     |
| 9 septembre  | M25+H, Plaisir           | Dur (int.)   | 25 000 $ | Antoine Cornut-Chauvinc                                      | Clément Chidekh                                              | 6-2, 1-1 ab.                                                 |
| 9 septembre  | M25, Darwin              | Dur (ext.)   | 25 000 $ | Omar Jasika                                                  | Jake Delaney                                                 | 7-5, 7-5                                                     |
| 9 septembre  | M25, Bali                | Dur (ext.)   | 25 000 $ | Max Basing                                                   | Tibo Colson                                                  | 6-3, 62-7, 6-4                                               |
| 9 septembre  | M15, Buzău               | Terre battue | 15 000 $ | Federico Cinà                                                | Ioan Alexandru Chirita                                       | 6-4, 6-0                                                     |
| 9 septembre  | M15, Córdoba             | Terre battue | 15 000 $ | Guido Iván Justo                                             | Pedro Rodrigues                                              | 7-5, 7-5                                                     |
| 9 septembre  | M15, Téhéran             | Terre battue | 15 000 $ | Lorenzo Bocchi                                               | Ivan Nedelko                                                 | 6-1, 3-6, 7-5                                                |
| 9 septembre  | M15, Monastir            | Dur (ext.)   | 15 000 $ | Ewen Lumsden                                                 | Karan Singh                                                  | 7-5, 2-0 ab.                                                 |
| 9 septembre  | M15, Kuršumlijska Banja  | Terre battue | 15 000 $ | Alessandro Bellifemine                                       | Andrey Chepelev                                              | 7-5, 2-6, 6-1                                                |
| 9 septembre  | M15, Singapour           | Dur (int.)   | 15 000 $ | Samir Banerjee                                               | Tomohiro Masabayashi                                         | 6-1, 6-3                                                     |
| 9 septembre  | M15, Madrid              | Dur (ext.)   | 15 000 $ | Daniel Mérida                                                | Guillaume Dalmasso                                           | 6-2, 6-3                                                     |
| 16 septembre | M25, Takasaki            | Dur (ext.)   | 25 000 $ | Masamichi Imamura                                            | Keisuke Saitoh                                               | Forfait                                                      |
| 16 septembre | M25, Guiyang             | Dur (ext.)   | 25 000 $ | Aziz Dougaz                                                  | Kris van Wyk                                                 | 7-64, 6-1                                                    |
| 16 septembre | M25, Pula                | Terre battue | 25 000 $ | Daniel Michalski                                             | Niccolo Catini                                               | 6-0, 6-4                                                     |
| 16 septembre | M25, Satu Mare           | Terre battue | 25 000 $ | Filip Cristian Jianu                                         | Frederico Ferreira Silva                                     | 6-4, 6-3                                                     |
| 16 septembre | M15, Bali                | Dur (ext.)   | 15 000 $ | Andre Ilagan                                                 | Yurii Dzhavakian                                             | 6-4, 7-5                                                     |
| 16 septembre | M15, Växjö               | Dur (int.)   | 15 000 $ | Marvin Moeller                                               | Lucas Renard                                                 | 6-4, 6-4                                                     |
| 16 septembre | M15, Charm el-Cheikh     | Dur (ext.)   | 15 000 $ | Evgenii Tiurnev                                              | Tomasz Berkieta                                              | 7-5, 6-1                                                     |
| 16 septembre | M15, Asuncion            | Terre battue | 15 000 $ | Lautaro Midon                                                | Franco Emanuel Egea                                          | 6-2, 6-1                                                     |
| 16 septembre | M15, Kuršumlijska Banja  | Terre battue | 15 000 $ | Tournoi non terminé en raison des conditions météorologiques | Tournoi non terminé en raison des conditions météorologiques | Tournoi non terminé en raison des conditions météorologiques |
| 16 septembre | M15, Monastir            | Dur (ext.)   | 15 000 $ | Omni Kumar                                                   | Louis Dussin                                                 | 6-3, 64-7, 6-1                                               |
| 16 septembre | M15, Melilla             | Terre battue | 15 000 $ | Imanol Lopez Morillo                                         | Michiel De Krom                                              | 7-5, 5-7, 6-4                                                |
| 16 septembre | M15, Téhéran             | Terre battue | 15 000 $ | Denis Klok                                                   | Saveliy Ivanov                                               | 6-4, 6-0                                                     |
| 16 septembre | M15, Fayetteville        | Dur (ext.)   | 15 000 $ | Benito Sánchez Martinez                                      | Niccolo Baroni                                               | 6-2, 6-2                                                     |
| 16 septembre | M15, Pardubice           | Terre battue | 15 000 $ | Maxim Mrva                                                   | Miloš Karol                                                  | 6-4, 7-5                                                     |
| 23 septembre | M25, Pula                | Terre battue | 25 000 $ | Carlos Sánchez Jover                                         | Oleksandr Ovcharenko                                         | 7-5, 6-2                                                     |
| 23 septembre | M25, Zlatibor            | Terre battue | 25 000 $ | Mathys Erhard                                                | Mili Poljičak                                                | 7-64, 6-1                                                    |
| 23 septembre | M25, Sabadell            | Terre battue | 25 000 $ | Lorenzo Giustino                                             | Nicolás Álvarez Varona                                       | 7-5, 3-6, 6-2                                                |
| 23 septembre | M25, Fuzhou              | Dur (ext.)   | 25 000 $ | Aziz Dougaz                                                  | Cui Jie                                                      | 4-6, 6-3, 5-6 ab.                                            |
| 23 septembre | M25, Kigali              | Terre battue | 25 000 $ | Corentin Denolly                                             | Florent Bax                                                  | 6-3, 7-63                                                    |
| 23 septembre | M25, Falun               | Dur (int.)   | 25 000 $ | Olle Wallin                                                  | Eero Vasa                                                    | 6-3, 6-3                                                     |
| 23 septembre | M15, Târgu Mureș         | Terre battue | 15 000 $ | Nicholas David Ionel                                         | João Eduardo Schiessl                                        | 6-0, 4-6, 6-3                                                |
| 23 septembre | M15, Asuncion            | Terre battue | 15 000 $ | Pedro Boscardin Dias                                         | Lautaro Midon                                                | 6-2, 7-64                                                    |
| 23 septembre | M15, Charm el-Cheikh     | Dur (ext.)   | 15 000 $ | Marek Gengel                                                 | Alexandr Binda                                               | 6-4, 6-3                                                     |
| 23 septembre | M15, Monastir            | Dur (ext.)   | 15 000 $ | Altuğ Çelikbilek                                             | Carles Hernandez                                             | 4-6, 6-3, 6-2                                                |
| 23 septembre | M15, Trnava              | Dur (int.)   | 15 000 $ | Lukáš Pokorný                                                | Miloš Karol                                                  | 7-62, 6-2                                                    |
| 30 septembre | M25, Pula                | Terre battue | 25 000 $ | Oleksandr Ovcharenko                                         | Gianluca Cadenasso                                           | 7-5, 6-2                                                     |
| 30 septembre | M25, Cairns              | Dur (ext.)   | 25 000 $ | Rio Noguchi                                                  | Blake Ellis                                                  | 65-7, 6-4, 7-64                                              |
| 30 septembre | M25, Kigali              | Terre battue | 25 000 $ | Maximilian Neuchrist                                         | Corentin Denolly                                             | 6-4, 7-5                                                     |
| 30 septembre | M25, Nevers              | Dur (int.)   | 25 000 $ | Viktor Durasovic                                             | Théo Papamalamis                                             | 6-2, 6-4                                                     |
| 30 septembre | M25, Saragosse           | Terre battue | 25 000 $ | Mathys Erhard                                                | Ryan Nijboer                                                 | 4-6, 6-1, 6-4                                                |
| 30 septembre | M25, Luque               | Terre battue | 25 000 $ | Juan Carlos Prado Angelo                                     | Daniel Dutra da Silva                                        | 6-2, 2-6, 7-66                                               |
| 30 septembre | M15, Grodzisk Mazowiecki | Dur (int.)   | 15 000 $ | Michael Agwi                                                 | Harry Wendelken                                              | 6-0, 6-1                                                     |
| 30 septembre | M15, Trnava              | Dur (int.)   | 15 000 $ | Evgeny Karlovskiy                                            | Miloš Karol                                                  | 3-6, 7-5, 6-3                                                |
| 30 septembre | M15, Charm el-Cheikh     | Dur (ext.)   | 15 000 $ | Marek Gengel                                                 | Robert Strombachs                                            | 6-4, 2-6, 7-5                                                |
| 30 septembre | M15, Monastir            | Dur (ext.)   | 15 000 $ | Chris Rodesch                                                | Emilien Demanet                                              | 6-3, 6-4                                                     |
| 30 septembre | M15, Ann Arbor           | Dur (ext.)   | 15 000 $ | Felix Corwin                                                 | Alfredo Perez                                                | 3-6, 6-0, 6-3                                                |

### Octobre
| Date       | Lieu du tournoi          | Surface      | Dotation | Vainqueur                    | Finaliste                 | Score           |
| ---------- | ------------------------ | ------------ | -------- | ---------------------------- | ------------------------- | --------------- |
| 7 octobre  | M25, Louisville          | Dur (ext.)   | 25 000 $ | Johannus Monday              | Tyler Zink                | 6-2, 6-3        |
| 7 octobre  | M25, Cairns              | Dur (ext.)   | 25 000 $ | Omar Jasika                  | Marc Polmans              | 6-3, 6-4        |
| 7 octobre  | M25, Edmonton            | Dur (int.)   | 25 000 $ | Liam Draxl                   | Patrick Maloney           | 6-4, 6-1        |
| 7 octobre  | M25, Pula                | Terre battue | 25 000 $ | Jay Clarke                   | Gianluca Magger           | 6-3 ab.         |
| 7 octobre  | M25, Sintra              | Dur (ext.)   | 25 000 $ | Evgeny Karlovskiy            | Gauthier Onclin           | 6-4, 6-2        |
| 7 octobre  | M25, Kampala             | Terre battue | 25 000 $ | Corentin Denolly             | Maximilian Neuchrist      | 6-3, 6-4        |
| 7 octobre  | M15, Monastir            | Dur (ext.)   | 15 000 $ | Kimmer Coppejans             | Omni Kumar                | 6-3, 6-2        |
| 7 octobre  | M15, Pontevedra          | Dur (ext.)   | 15 000 $ | Matthew Dellavedova          | Yaroslav Demin            | 6-3, 1-6, 6-1   |
| 7 octobre  | M15, Grodzisk Mazowiecki | Dur (int.)   | 15 000 $ | Zdeněk Kolář                 | Jasza Szajrych            | 6-3, 6-4        |
| 7 octobre  | M15, Charm el-Cheikh     | Dur (ext.)   | 15 000 $ | Marek Gengel                 | Robert Strombachs         | 6-4, 7-60       |
| 14 octobre | M25, Charm el-Cheikh     | Dur (ext.)   | 25 000 $ | Johannus Monday              | Tyler Zink                | 6-2, 6-3        |
| 14 octobre | M25, Harlingen           | Dur (ext.)   | 25 000 $ | Johannus Monday              | Tadeáš Paroulek           | 6-0, 6-1        |
| 14 octobre | M25, Edgbaston           | Dur (int.)   | 25 000 $ | Anton Matusevich             | Federico Bondioli         | 6-2, 3-6, 7-5   |
| 14 octobre | M25, Sintra              | Dur (ext.)   | 25 000 $ | Frederico Ferreira Silva     | Gauthier Onclin           | 7-5, 6-4        |
| 14 octobre | M25, Pula                | Terre battue | 25 000 $ | Pol Martin Tíffon            | Pyotr Nesterov            | 6-2, 7-65       |
| 14 octobre | M15, Héraklion           | Dur (ext.)   | 15 000 $ | Cannon Kingsley              | Adrian Bodmer             | 6-3, 7-64       |
| 14 octobre | M15, Villers-les-Nancy   | Dur (int.)   | 15 000 $ | Loann Massard                | Amaury Raynel             | 6-1, 6-1        |
| 14 octobre | M15, Offenbach           | Dur (int.)   | 15 000 $ | Mats Rosenkranz              | Matthew William Donald    | 6-3, 7-5        |
| 14 octobre | M15, Bol                 | Terre battue | 15 000 $ | Andrej Nedic                 | Viacheslav Bielinskyi     | 6-3, 7-62       |
| 14 octobre | M15, Kampala             | Terre battue | 15 000 $ | Maximilian Neuchrist         | Maik Steiner              | 6-3, 6-2        |
| 14 octobre | M15, Monastir            | Dur (ext.)   | 15 000 $ | Kimmer Coppejans             | Fausto Tabacco            | 7-64, 6-2       |
| 14 octobre | M15, Kayseri             | Dur (ext.)   | 15 000 $ | Maxwell McKennon             | Johan Alexander Rodriguez | 6-3, 6-2        |
| 14 octobre | M15, Castelló            | Terre battue | 15 000 $ | Julio César Porras           | Stijn Slump               | 6-4, 6-4        |
| 14 octobre | M15, Winston-Salem       | Dur (ext.)   | 15 000 $ | Dhakshineswar Suresh         | Luca Pow                  | 6-3, 64-7, 7-5  |
| 14 octobre | M15, Tsaghkadzor         | Terre battue | 15 000 $ | Juan Pablo Paz               | Gergely Madarasz          | 6-3, 6-4        |
| 21 octobre | M25, Sarreguemines       | Carpette     | 25 000 $ | Michael Geerts               | Oleg Prihodko             | 6-4, 7-5        |
| 21 octobre | M25, Charm el-Cheikh     | Dur (ext.)   | 25 000 $ | Petr Bar Biryukov            | Marek Gengel              | 6-3, 5-7, 6-4   |
| 21 octobre | M25, Huzhou              | Dur (ext.)   | 25 000 $ | Bai Yan                      | Sun Fajing                | 6-3, 4-6, 6-2   |
| 21 octobre | M25, Norman              | Dur (int.)   | 25 000 $ | Johannus Monday              | Juan Carlos Aguilar       | 6-1, 6-3        |
| 21 octobre | M25, Pula                | Terre battue | 25 000 $ | Daniel Rincon                | Diego Dedura-Palomero     | 6-2, 65-7, 6-3  |
| 21 octobre | M25, Héraklion           | Dur (ext.)   | 25 000 $ | Marko Topo                   | Orel Kimhi                | 7-66, 7-64      |
| 21 octobre | M25, Glasgow             | Dur (int.)   | 25 000 $ | Christian Sigsgaard          | Anton Matusevich          | 6-2, 7-65       |
| 21 octobre | M25, Trnava              | Dur (int.)   | 25 000 $ | Miloš Karol                  | Dennis Novak              | 6-2, 6-4        |
| 21 octobre | M15, Monastir            | Dur (ext.)   | 15 000 $ | Iñaki Montes De La Torre     | Altuğ Çelikbilek          | 6-2, 1-6, 6-4   |
| 21 octobre | M15, Kayseri             | Dur (ext.)   | 15 000 $ | Tom Gentzsch                 | Mirza Bašić               | 6-2, 6-4        |
| 21 octobre | M15, Tsaghkadzor         | Terre battue | 15 000 $ | Nicholas David Ionel         | Gergely Madarasz          | 613-7, 6-1, 6-2 |
| 21 octobre | M15, Tanagura            | Dur (ext.)   | 15 000 $ | Woobin Shin                  | Ryotaro Matsumura         | 7-65, 6-3       |
| 28 octobre | M25, Qian Daohu          | Dur (ext.)   | 25 000 $ | Elliot Benchetrit            | Sun Fajing                | 6-3, 6-2        |
| 28 octobre | M25, Lajeado             | Terre battue | 25 000 $ | Matheus Pucinelli de Almeida | Daniel Dutra da Silva     | 6-3, 6-2        |
| 28 octobre | M25, Norwich             | Dur (int.)   | 25 000 $ | Clément Chidekh              | Stuart Parker             | 6-3, 7-66       |
| 28 octobre | M25, Monastir            | Dur (ext.)   | 25 000 $ | Kimmer Coppejans             | Francesco Maestrelli      | 7-5, 6-2        |
| 28 octobre | M25, Héraklion           | Dur (ext.)   | 25 000 $ | Ryan Peniston                | Louis Dussin              | 6-4, 6-1        |
| 28 octobre | M15, Szabolcsveresmart   | Dur (int.)   | 15 000 $ | Peter Fajta                  | Neil Oberleitner          | 7-65, 6-3       |
| 28 octobre | M15, Kayseri             | Dur (ext.)   | 15 000 $ | Aleksandr Braynin            | Semen Pankin              | 3-6, 6-0, 7-62  |
| 28 octobre | M15, Monastir            | Dur (ext.)   | 15 000 $ | Lucas Poullain               | Sean Cuenin               | 6-1, 6-3        |
| 28 octobre | M15, Yanagawa            | Dur (ext.)   | 15 000 $ | Philip Henning               | Yuta Kikuchi              | 7-61, 6-1       |
| 28 octobre | M15, Charm el-Cheikh     | Dur (ext.)   | 15 000 $ | Petr Bar Biryukov            | Leo Borg                  | 7-5, 6-4        |
| 28 octobre | M15, Selva Gardena       | Dur (int.)   | 15 000 $ | Giovanni Oradini             | Andrea Guerrieri          | 2-6, 6-3, 7-67  |

### Novembre
| Date        | Lieu du tournoi                  | Surface             | Dotation | Vainqueur                 | Finaliste                  | Score          |
| ----------- | -------------------------------- | ------------------- | -------- | ------------------------- | -------------------------- | -------------- |
| 4 novembre  | M25, Saint-Augustin-de-Desmaures | Dur (int.)          | 25 000 $ | Liam Draxl                | Alexis Galarneau           | 6-1, 6-3       |
| 4 novembre  | M25, Héraklion                   | Dur (ext.)          | 25 000 $ | Gabriel Debru             | Remy Bertola               | 3-6, 6-4, 6-2  |
| 4 novembre  | M25, Maputo                      | Dur (ext.)          | 25 000 $ | Eliakim Coulibaly         | Dominik Palan              | 5-7, 6-3, 6-4  |
| 4 novembre  | M25, Bhubaneswar                 | Dur (ext.)          | 25 000 $ | Dalibor Svrčina           | Nick Chappell              | 6-2, 6-0       |
| 4 novembre  | M25, Monastir                    | Dur (ext.)          | 25 000 $ | Kimmer Coppejans          | Altuğ Çelikbilek           | 7-5, 5-7, 6-2  |
| 4 novembre  | M15, Monastir                    | Dur (ext.)          | 15 000 $ | Maxence Beauge            | Matthew William Donald     | 6-4, 6-3       |
| 4 novembre  | M15, Guatemala                   | Dur (ext.)          | 15 000 $ | Evan Zhu                  | Rodrigo Pacheco Mendez     | 6-3, 4-6, 6-4  |
| 4 novembre  | M15, Szabolcsveresmart           | Dur (int.)          | 15 000 $ | Tom Paris                 | Olle Wallin                | 6-3, 6-1       |
| 4 novembre  | M15, Recife                      | Terre battue (int.) | 15 000 $ | Matías Soto               | Eduardo Ribeiro            | 6-3, 6-1       |
| 4 novembre  | M15, San Gregorio di Catania     | Terre battue        | 15 000 $ | Gianluca Cadenasso        | Gabriele Piraino           | 6-4, 7-5       |
| 4 novembre  | M15, Antalya                     | Terre battue        | 15 000 $ | Evgenii Tiurnev           | Filip Cristian Jianu       | 6-4, 7-5       |
| 4 novembre  | M15, Charm el-Cheikh             | Dur (ext.)          | 15 000 $ | Alexandr Binda            | Yurii Dzhavakian           | 6-3, 7-64      |
| 11 novembre | M25, Mumbai                      | Dur (ext.)          | 25 000 $ | Dalibor Svrčina           | Khumoyun Sultanov          | 6-1, 6-3       |
| 11 novembre | M25, São Paulo                   | Terre battue        | 25 000 $ | Mathys Erhard             | Matías Soto                | 6-3, 6-3       |
| 11 novembre | M25, Columbus                    | Dur (int.)          | 25 000 $ | Aidan Kim                 | Aristotelis Thanos         | 7-5, 6-1       |
| 11 novembre | M25, Brisbane                    | Dur (ext.)          | 25 000 $ | Blake Ellis               | Blake Mott                 | 6-1, 6-3       |
| 11 novembre | M25, Vale do Lobo                | Dur (ext.)          | 25 000 $ | Frederico Ferreira Silva  | Pedro Araujo               | 6-4, 6-2       |
| 11 novembre | M15, Guatemala                   | Dur (ext.)          | 15 000 $ | Evan Zhu                  | Tristan McCormick          | 7-68, 6-4      |
| 11 novembre | M15, Morelia                     | Dur (ext.)          | 15 000 $ | Rodrigo Pacheco Mendez    | Jacob Brumm                | 7-5, 6-1       |
| 11 novembre | M15, Valence                     | Terre battue        | 15 000 $ | Pol Martín Tiffon         | Max Alcalá Gurri           | 6-2, 6-2       |
| 11 novembre | M15, Boca Raton                  | Terre battue        | 15 000 $ | Stefan Dostanic           | Ilgiz Valiev               | 6-4, 6-2       |
| 11 novembre | M15, Antalya                     | Terre battue        | 15 000 $ | Nicholas David Ionel      | Martin Van Der Meerschen   | 6-4, 7-5       |
| 11 novembre | M15, Charm el-Cheikh             | Dur (ext.)          | 15 000 $ | Mohamed Safwat            | Nikola Milojević           | 6-3, 6-2       |
| 11 novembre | M15, San Gregorio di Catania     | Terre battue        | 15 000 $ | Alex Martí Pujolras       | Gabriele Pennaforti        | Forfait        |
| 11 novembre | M15, Héraklion                   | Dur (ext.)          | 15 000 $ | Adria Soriano Barrera     | Oleksii Krutykh            | 7-5, 5-7, 6-3  |
| 11 novembre | M15, Monastir                    | Dur (ext.)          | 15 000 $ | Ergi Kırkın               | Lasse Poertner             | 5-7, 6-4, 6-2  |
| 18 novembre | M25, Antalya                     | Terre battue        | 25 000 $ | Nerman Fatić              | Manuel Mazza               | 7-5, 6-4       |
| 18 novembre | M25, Caloundra                   | Dur (ext.)          | 25 000 $ | Christian Langmo          | Ajeet Rai                  | 7-64, 1-6, 6-4 |
| 18 novembre | M25, Austin                      | Dur (ext.)          | 25 000 $ | Stefan Dostanic           | Pierre-Yves Bailly         | 6-3, 7-64      |
| 18 novembre | M25, Kalaburagi                  | Dur (ext.)          | 25 000 $ | Khumoyun Sultanov         | Bogdan Bobrov              | 6-2, 6-1       |
| 18 novembre | M25, Vale do Lobo                | Dur (ext.)          | 25 000 $ | Gauthier Onclin           | Frederico Ferreira Silva   | 6-4, 6-2       |
| 18 novembre | M25, Monastir                    | Dur (ext.)          | 25 000 $ | Ryan Peniston             | Federico Iannaccone        | 6-0, 6-1       |
| 18 novembre | M15, Azul                        | Terre battue        | 15 000 $ | Lorenzo Joaquín Rodríguez | Alex Barrena               | 6-0, 6-1       |
| 18 novembre | M15, Monastir                    | Dur (ext.)          | 15 000 $ | Federico Bondioli         | Ewen Lumsden               | 7-62, 3-6, 6-4 |
| 18 novembre | M15, Alcalá de Henares           | Dur (ext.)          | 15 000 $ | Tom Paris                 | Pierluigi Basile           | 6-3, 7-5       |
| 18 novembre | M15, Luanda                      | Dur (ext.)          | 15 000 $ | Oliver Clark Anderson     | Robert Strombachs          | 6-4, 3-6, 7-65 |
| 18 novembre | M15, Santo Domingo               | Dur (ext.)          | 15 000 $ | Roberto Cid Subervi       | Juan Carlos Aguilar        | 7-5, 6-3       |
| 18 novembre | M15, Huamantla                   | Dur (ext.)          | 15 000 $ | Benjamin Lock             | Arda Azkara                | 6-4, 6-4       |
| 18 novembre | M15, Charm el-Cheikh             | Dur (ext.)          | 15 000 $ | Fares Zakaria             | Marek Gengel               | 7-65, 3-6, 6-4 |
| 18 novembre | M15, Héraklion                   | Dur (ext.)          | 15 000 $ | Adria Soriano Barrera     | Vladyslav Orlov            | 2-6, 6-3, 6-0  |
| 18 novembre | M15, Tallahassee                 | Dur (int.)          | 15 000 $ | Daniel Milavsky           | Jack Anthrop               | 6-3, 6-2       |
| 25 novembre | M25, Antalya                     | Terre battue        | 25 000 $ | Mika Brunold              | Nicolai Budkov Kjær        | 6-2, 7-67      |
| 25 novembre | M25, Carrara                     | Dur (ext.)          | 25 000 $ | Matthew Dellavedova       | Jason Kubler               | 3-6, 6-3, 6-2  |
| 25 novembre | M25, Monastir                    | Dur (ext.)          | 25 000 $ | Gauthier Onclin           | Lorenzo Giustino           | 6-4, 2-6, 7-5  |
| 25 novembre | M15, Monastir                    | Dur (ext.)          | 15 000 $ | Yankı Erel                | Luca Potenza               | 6-0, 6-4       |
| 25 novembre | M15, Luján                       | Terre battue        | 15 000 $ | Hernan Casanova           | Gustavo Ribeiro de Almeida | 6-3, 6-1       |
| 25 novembre | M15, Madrid                      | Dur (ext.)          | 15 000 $ | Iliyan Radulov            | Darwin Blanch              | 6-4, 7-5       |
| 25 novembre | M15, Santo Domingo               | Dur (ext.)          | 15 000 $ | Juan Carlos Aguilar       | Roberto Cid Subervi        | 6-4, 4-6, 6-4  |
| 25 novembre | M15, Huamantla                   | Dur (ext.)          | 15 000 $ | Alvin Nicholas Tudorica   | Isaiah Strode              | 7-64, 6-4      |
| 25 novembre | M15, Luanda                      | Dur (ext.)          | 15 000 $ | Robert Strombachs         | Dominik Palan              | 6-3, 6-2       |
| 25 novembre | M15, Charm el-Cheikh             | Dur (ext.)          | 15 000 $ | Marek Gengel              | Vadym Ursu                 | 3-6, 6-4, 6-3  |
| 25 novembre | M15, Santiago                    | Terre battue        | 15 000 $ | Alex Barrena              | Christopher Li             | 3-6, 6-4, 6-3  |

### Décembre
| Date        | Lieu du tournoi      | Surface      | Dotation | Vainqueur                       | Finaliste             | Score            |
| ----------- | -------------------- | ------------ | -------- | ------------------------------- | --------------------- | ---------------- |
| 2 décembre  | M15, Santiago        | Terre battue | 15 000 $ | Guido Iván Justo                | Matías Soto           | 0-6, 7-63, 6-0   |
| 2 décembre  | M15, Charm el-Cheikh | Dur (ext.)   | 15 000 $ | Marek Gengel                    | Ilia Simakin          | 6-4, 6-0         |
| 2 décembre  | M15, Huamantla       | Dur (ext.)   | 15 000 $ | Liam Draxl                      | Aleksandr Braynin     | 6-4, 6-1         |
| 2 décembre  | M15, Stellenbosch    | Dur (ext.)   | 15 000 $ | Philip Henning                  | Nino Ehrenschneider   | 6-4, 6-1         |
| 2 décembre  | M15, Madrid          | Terre battue | 15 000 $ | Michiel De Krom                 | Iliyan Radulov        | 7-64, 6-3        |
| 2 décembre  | M15, Antalya         | Terre battue | 15 000 $ | Kilian Feldbausch               | Evgenii Tiurnev       | 6-3, 6-4         |
| 9 décembre  | M15, Charm el-Cheikh | Dur (ext.)   | 15 000 $ | Marek Gengel                    | Ilia Simakin          | 6-1, 6-1         |
| 9 décembre  | M15, Huamantla       | Dur (ext.)   | 15 000 $ | Alafia Ayeni                    | Peter Bertran         | 7-63, 6-3        |
| 9 décembre  | M15, Stellenbosch    | Dur (ext.)   | 15 000 $ | Philip Henning                  | Kris Van Wyk          | 6-4, 6-4         |
| 9 décembre  | M15, Ceuta           | Dur (ext.)   | 15 000 $ | Robert Strombachs               | Mathias Bourgue       | 6-2, 6-3         |
| 9 décembre  | M15, Wellington      | Dur (ext.)   | 15 000 $ | Ajeet Rai                       | Tai Sach              | 6-4, 6-2         |
| 9 décembre  | M15, Doha            | Dur (ext.)   | 15 000 $ | Arthur Géa                      | Giovanni Fonio        | 7-5, 6-3         |
| 9 décembre  | M15, Antalya         | Terre battue | 15 000 $ | Svyatoslav Gulin                | Oleksii Krutykh       | 7-63, 6-4        |
| 16 décembre | M15, Bali            | Dur (ext.)   | 15 000 $ | Renta Tokuda                    | Arthur Weber          | 7-66, 6-3        |
| 16 décembre | M15, Tauranga        | Dur (ext.)   | 15 000 $ | Moerani Bouzige                 | Jay Dylan Hara Friend | 7-5, 6-4         |
| 16 décembre | M15, Doha            | Dur (ext.)   | 15 000 $ | Arthur Géa                      | Savriyan Danilov      | 6-4, 6-0         |
| 16 décembre | M15, Antalya         | Terre battue | 15 000 $ | Franco Agamenone                | Arthur Reymond        | 6-2, 6-4         |
| 23 décembre | M15, Denpasar        | Dur (ext.)   | 15 000 $ | Hayato Matsuoka                 | Arthur Weber          | 6-4, 5-7, 6-2    |
| 23 décembre | M15, Antalya         | Terre battue | 15 000 $ | Stefan Popović Alexandr Lobanov | co-vainqueurs         | Finale non jouée |
| 30 décembre | M25, Denpasar        | Dur (ext.)   | 30 000 $ | Hyeon Chung                     | Giles Hussey          | 6-1, 6-2         |
| 30 décembre | M25, Indore          | Dur (ext.)   | 30 000 $ | Alastair Gray                   | Samir Banerjee        | 6-3, 1-1 ab.     |